# 幕末
幕末（）は、日本の歴史のうち、江戸幕府が政権を握っていた時代（江戸時代）の末期を指す。本記事においては、黒船来航（1853年）から戊辰戦争（1868年）までの時代を主に扱う。

## 概説
幕末の期間に関する厳密な定義はないが、1853年7月8日（嘉永6年旧暦6月3日）の黒船、即ちマシュー・ペリーが率いるアメリカ海軍艦隊の来航をその始期とする見方が一般的であり、王政復古の大号令（1868年）においても「抑癸丑（1853年）以来未曾有の国難」が体制変革の画期として指摘されている。
終期については、1867年11月9日（慶応3年旧暦10月14日）に徳川慶喜が大政奉還を行った時点、翌1868年5月3日（旧暦4月11日）の江戸開城の時点など、様々な見方があり得る。また、旧幕府軍による抵抗が終わった箱館戦争の終結（1869年）、幕藩体制が完全に終結した廃藩置県を断行した1871年8月29日（明治4年旧暦7月14日）、西欧式の太陽暦であるグレゴリオ暦を元号に採用する前日の1872年12月31日（明治5年旧暦12月2日）なども終期となりうる。
幕末は、「西洋の衝撃」を受けた国防意識の高まりとナショナリズムの勃興を背景に、水戸学のような日本型華夷思想を基盤として国体意識が高まり、徳川将軍が事実上の国家主権者として君臨する幕藩体制が解体され、国内の政治権力の再編が進む過程である。その中心を担ったのは薩摩藩、長州藩、土佐藩、肥前藩などの、いわゆる西南雄藩であった。この時期には「鎖国」を放棄して開港した日本が、外国との自由貿易の開始によって世界的な資本主義市場経済と植民地主義に組み込まれた。また一部での排外主義（尊王攘夷運動）の高まりにもかかわらず、列強の圧倒的な存在感により社会自体が西洋文明の影響を受けて劇的に変化していった時期でもある。この幕末の過程は、たとえば島崎藤村の長編小説『夜明け前』など多くの文学作品にも描かれている。
政治的側面においては、幕末を、単なる過渡期とするか、あるいはそれ以前以後とは異なった独自の政治体制とするかの2つの見方に分かれる。一方で、国際関係史的には「近代」として扱われ、一連の条約の締結により日本が西洋近代システムへの参入を果たした幕末から、第二次世界大戦で敗れて天皇を主権者とする帝国主義国家が崩壊するまで、即ち開国（1854年）から第二次世界大戦敗北（1945年）までを「近代」とする見方も存在する。幕末とそれに続く明治時代は「幕末・明治」として一括されて呼ばれることも多い。

## 政治史
黒船来航以前については幕末の砲艦外交を参照。

### 条約締結と将軍継嗣問題（1853年 - 1858年）

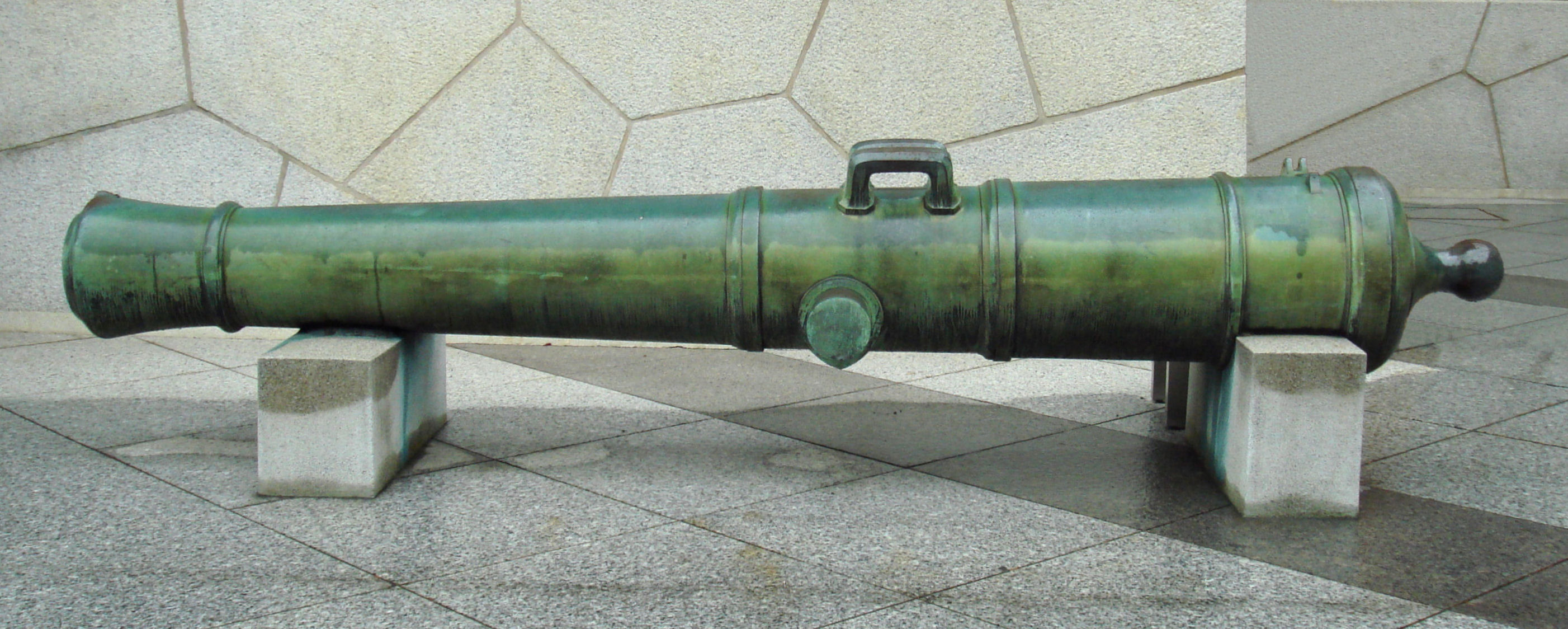
外国勢を迎え撃つために、品川台場に設置されていた80ポンド青銅製カノン砲（口径250mm、砲身長3830mm）

1853年7月8日（嘉永6年6月3日）、アメリカ合衆国が派遣したペリー提督率いる4隻の黒船が浦賀沖に来航し、江戸幕府に開国を迫る大統領国書をもたらした。老中首座の阿部正弘（備後福山藩主）は、海防参与徳川斉昭（前水戸藩主）らや、松平慶永（春嶽、越前藩主）・島津斉彬（薩摩藩主）ら親藩・外様大名をはじめ、庶民にいたるまで対応意見を求めた。こうした激動の中、将軍徳川家慶が死去し、世子の家定が13代将軍に就任する。
翌1854年2月13日（嘉永7年1月16日）に再来したペリーは、重ねて開国を要求する。全権の林復斎（大学頭）らとの交渉により、1854年3月31日（嘉永7年3月3日）日米和親条約が締結され、いわゆる「鎖国」体制は終焉した。また、英国のスターリングと水野忠徳の交渉で1854年10月14日（嘉永7年8月23日）に日英和親条約、ロシア帝国のプチャーチンと川路聖謨らの交渉により1855年2月7日（改元して安政元年12月21日）に日露和親条約、やや遅れて1856年1月30日（12月23日）には 日蘭和親条約調印が締結された。国交を樹立した幕府での体制再編のため阿部は幕府や外部からの人材登用、研究教育施設の創設、軍事体制の再編を行っている。永井尚志・岩瀬忠震・大久保一翁の海防掛目付登用や長崎海軍伝習所や蕃書調所の設置などもそのひとつである。開国以前より継続していたこれらの改革は安政の改革と呼ばれ、勝海舟もこの動きの中から注目される。
日米和親条約では、薪水の給与のための下田・箱館開港と並んで、両国の必要に応じて総領事が置かれることとなり、1856年（安政3年）米国はハリスを下田に派遣する。ハリスは自由貿易と開港を目的とした通商条約の締結を幕府に迫る。阿部死後、老中首座となった堀田正睦は徳川斉昭を罷免し、ハリスを下田より上府させ、1857年12月7日（安政4年10月21日）には将軍徳川家定に拝謁させた。ハリスは江戸で第二次アヘン戦争における清の敗北などの世界情勢を堀田に伝え、英仏が日本に不利益な条約を強制する危険があると主張した。この事態を避けたければアメリカとの条約を先に締結するべきとするハリスの発言について、堀田は虚偽を含む主張と承知しながらも通商条約締結は不可避と判断し、交渉を進めた。合意した内容は、領事裁判権を認め、関税自主権を有さず、かつ片務的最恵国待遇を課した不平等条約であった。

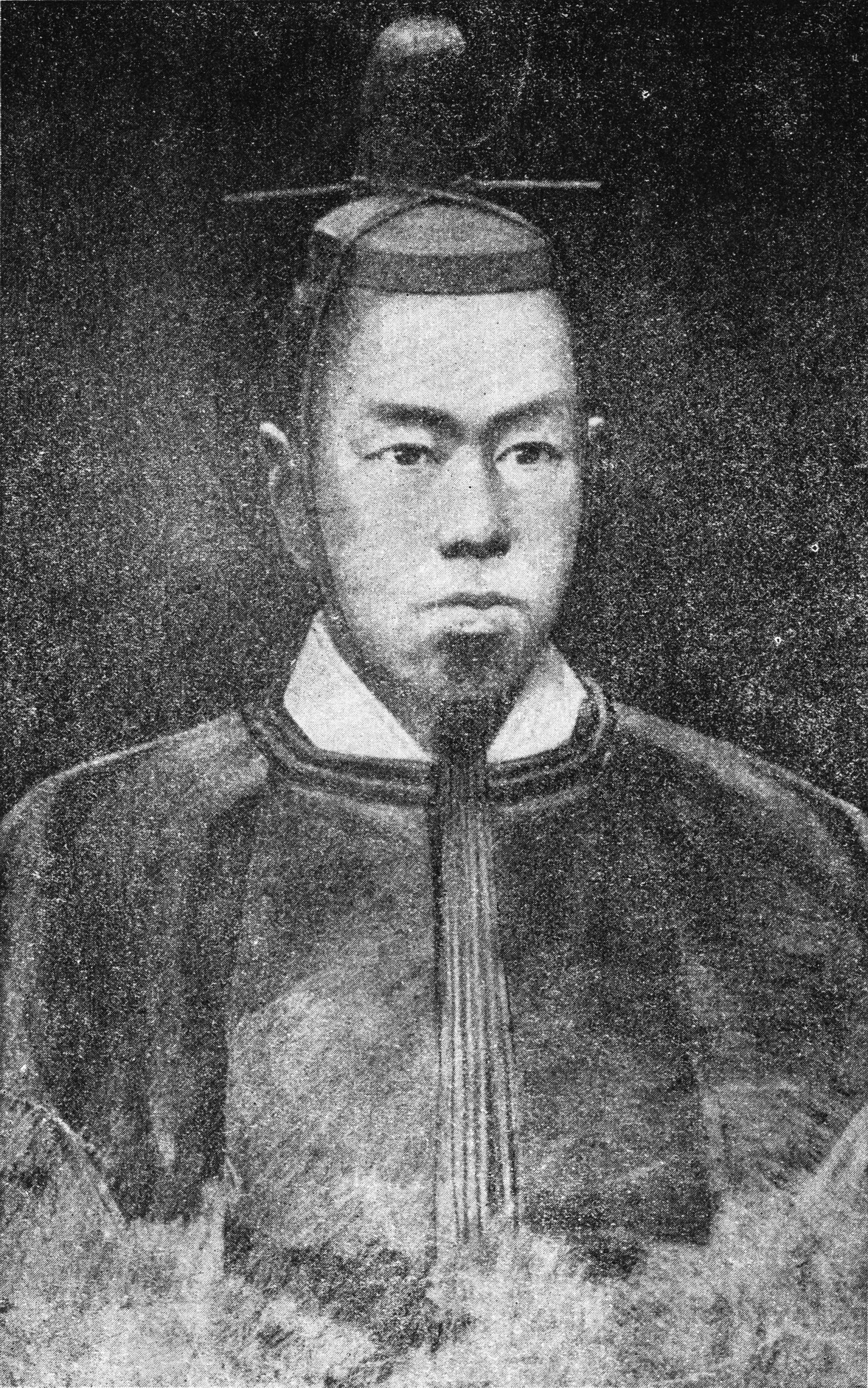
幕末の期間、帝位に在位していた孝明天皇

条約内容に合意した後、堀田は孝明天皇の勅許を求めるべく、上洛して関白九条尚忠を通じて工作をおこなわせた。しかし、孝明天皇は異国人撫恤のための薪水給与は認めていたが、開市（外国人の国内の居住）や開港には反対しており、また岩倉具視ら多くの公家が関白の幕府寄りの姿勢を批判したため（廷臣八十八卿列参事件）、勅許は得られなかった。一方、病弱であった将軍家定に子がなかったため、将軍の継嗣を誰にするかについても国内世論が二分した。紀州藩主徳川慶福を推す南紀派と、一橋徳川家当主徳川慶喜を推す一橋派が激しく対立し、条約問題とともに江戸・京都での政治工作が熾烈化した（将軍継嗣問題）。一橋派では橋本左内（越前藩士）・西郷隆盛（薩摩藩士）、南紀派では長野義言（彦根藩士）ら下級武士がこれら工作に活躍した。のちに島津斉彬はこれらの問題の解決を図るため、率兵上京を試みるが、決行の直前に病を得て急死した。

### 安政の大獄と桜田門外の変（1858年 - 1860年）
1858年6月4日（安政5年4月23日）に大老に就任した井伊直弼（彦根藩主）は、将軍継嗣問題と条約問題とを強権的な手法で一気に解決をはかった。すなわち、将軍職については、大老就任直後の1858年6月11日（安政5年5月1日）紀州慶福を後継に決定する。慶福は家茂と改名し、江戸城へ入った（将軍就任は安政5年10月25日）。直弼自身は勅許は必要と考えていたが、勅許不要とする老中の松平忠固に押され、7月29日（安政5年6月19日）、勅許の降りないまま井上清直と岩瀬忠震を全権として日米修好通商条約を調印した。調印直後に井伊は堀田と松平忠固の二老中を罷免し、代わって老中在職経験のある太田資始（道醇、前掛川藩主）・間部詮勝（鯖江藩主）・松平乗全（西尾藩主）を老中に任命した。その後、日米修好通商条約と同様の条約がイギリス・フランス・オランダ・ロシアとも結ばれた（安政の五ヶ国条約）。開市開港は段階的に行うとされたが、これについては井伊の後継である安藤信正が派遣した文久遣欧使節によりロンドン覚書が調印され時期をずらすことになる。
こうした直弼の強権的手法には反撥が相次ぎ、徳川斉昭・徳川慶勝（尾張藩主）・松平慶永らは抗議のため登城するが、無断で登城したことを理由に逆に直弼によって謹慎処分を受けることとなった。孝明天皇を無視する形で条約調印が続くと幕府寄りだった関白・九条尚忠は天皇の信頼を失い孤立していくが、それでも「内覧」権を有する関白は依然として最重要人物であった。それが1858年9月14日(安政5年8月8日)に内覧を経ずに幕府と水戸藩へ戊午の密勅が出され、その後に九条関白が幕府のために情報を壟断していた事実が明らかとなり辞職を求める内勅が出されて内覧は停止された。
失地回復を図るべく老中の間部詮勝、京都所司代の酒井忠義が上洛し、この密勅に関わったとして近藤茂左衛門、梅田雲浜を逮捕したことを皮切りに、尊攘志士の頼三樹三郎や、前関白の鷹司政通の家臣の小林良典など、公家の家臣も含めた井伊が主導する幕府に反発する人物が次々と捕らえられた。この威嚇を背景に、間部は九条関白の復職と慶福改め家茂の将軍宣下を実現権威させ、事実上の条約勅許まで獲得した。間部のさらなる朝廷への威圧により、攘夷派の左大臣近衛忠煕・右大臣鷹司輔煕が辞官し、前関白の鷹司政通・前内大臣三条実万とともに落飾・出家するに至った。
江戸においても、井伊によって弾圧が行われた。特に水戸藩への弾圧は苛烈を極め、家老の安島帯刀は切腹、奥右筆の茅根伊予之介は斬罪、密勅を江戸に運ぶのに関わった鵜飼吉左衛門・幸吉父子はそれぞれ斬罪・獄門となった。大名や旗本では徳川斉昭が永蟄居、一橋慶喜・伊達宗城（宇和島藩主）・山内容堂（土佐藩主）らが隠居謹慎に処されたほか、一橋派と目された幕臣の岩瀬忠震や永井尚志が免職のうえ永蟄居を命ぜられ、さらには老中の太田資始・間部詮勝も罷免された。また、逮捕された三条家家臣の飯泉喜内の手紙から、検挙者が増え、橋本左内なども捕縛された。京都で捕らえられた人物は江戸に送られ、江戸の逮捕者とともに取調べが行われた。取調べの結果、橋本左内・頼三樹三郎・飯泉喜内・松下村塾の主催者吉田松陰は斬罪となった。梅田雲浜や小林良典、密勅に関わった薩摩藩士日下部伊三治らは獄死した。これら世論や朝廷へ働きかける運動家、オピニオンリーダー、その保護者やシンパである封建諸侯、幕府内部の実務官僚らが標的となった政治的弾圧を「安政の大獄」と呼ぶ。水戸藩内では戊午の密勅返還問題を巡りセクト主義に陥り、激派と鎮派（暫進的改革派）に分裂、彼等と対抗する門閥派の諸生党と混迷を極める結果になる。
安政の大獄は、旧一橋派や攘夷派・尊皇派の反撥を招く。度重なる弾圧に憤慨した水戸藩の激派や薩摩藩の浪士は、密かに暗殺計画を練り、1860年3月24日（安政7年3月3日）、江戸城登城の途中の直弼を桜田門外にて襲撃して暗殺を決行した（桜田門外の変）。政権の最高実力者に対する暗殺という結果は、幕府の権威を大きく失墜させることとなった。

### 公武合体策と尊王攘夷派の擡頭（1860年 - 1863年）

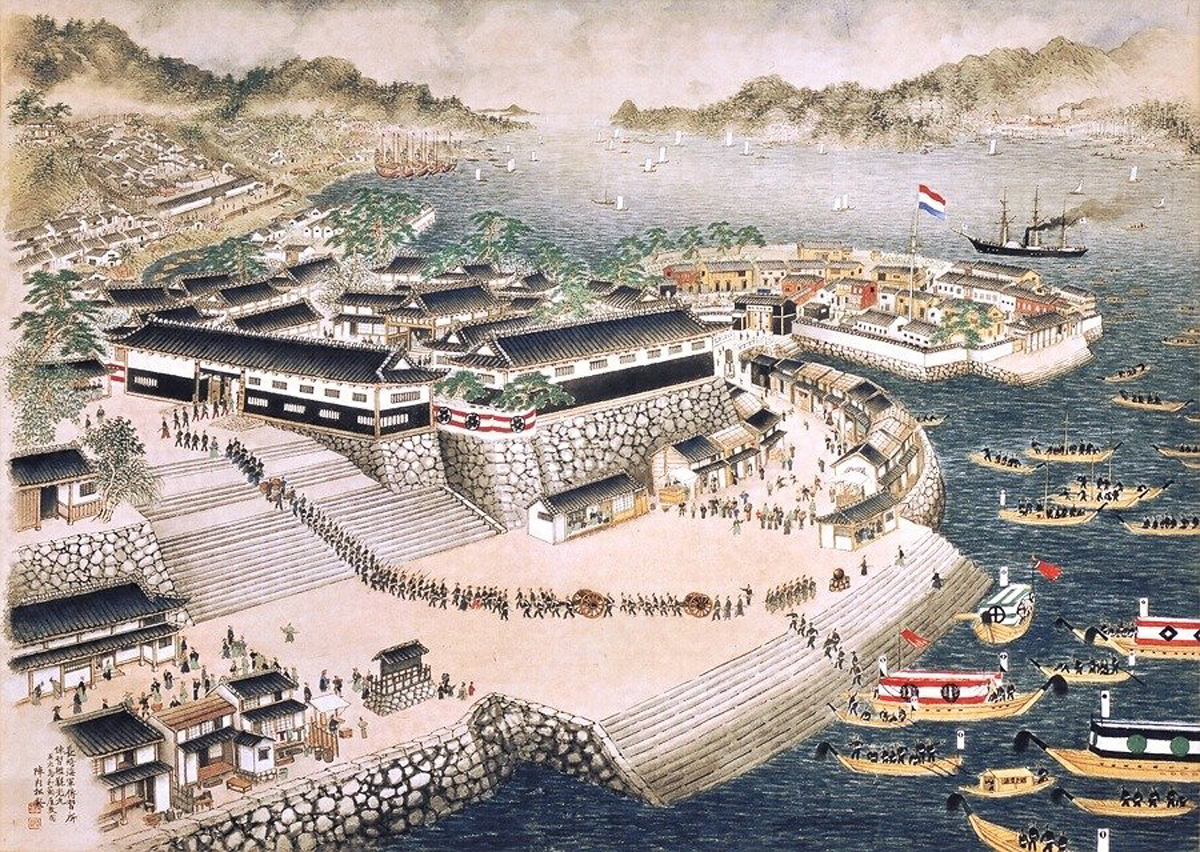
「長崎海軍伝習所絵図」鍋島報效会蔵。オランダの軍人を教師に、幕府海軍の海軍士官を養成した。

井伊直弼の死から、幕閣は久世広周（関宿藩主）と安藤信正（磐城平藩主）が実質上の首班となって運営された。幕府は朝廷の権威により幕威を回復せんと公武合体を推進。万延元年4月12日(1860年6月1日)、皇女和宮親子内親王の徳川家茂への降嫁を朝廷へ奏請したが、孝明天皇は帥宮熾仁親王との婚約を命じており拒絶をした。幕府は請願を繰り返しつづけ、孝明帝の侍従であった岩倉具視は公武合体を通じて穏やかに王政回復の機会を得るべきと進言した。幕府が「七八カ年乃至十カ年」という期限をつけて条約破棄か武力撃攘を約束したことで孝明天皇は降嫁を認め、和宮は文久元年11月15日(1861年12月16日)に江戸城に入った。孝明天皇は幕府の外交措置を信頼しようとするが廃帝を画策しているとの噂が立っており、勅使として岩倉と千草有文が関東へ下向。徳川家茂より自筆で忠誠を誓う誓書を書かせた。文久2年4月7日(1862年5月5日)、孝明天皇は幕府と決めた期限に必ず攘夷を為す意思を明らかとした。結果として幕府は自らの約束に縛られる結果となった。

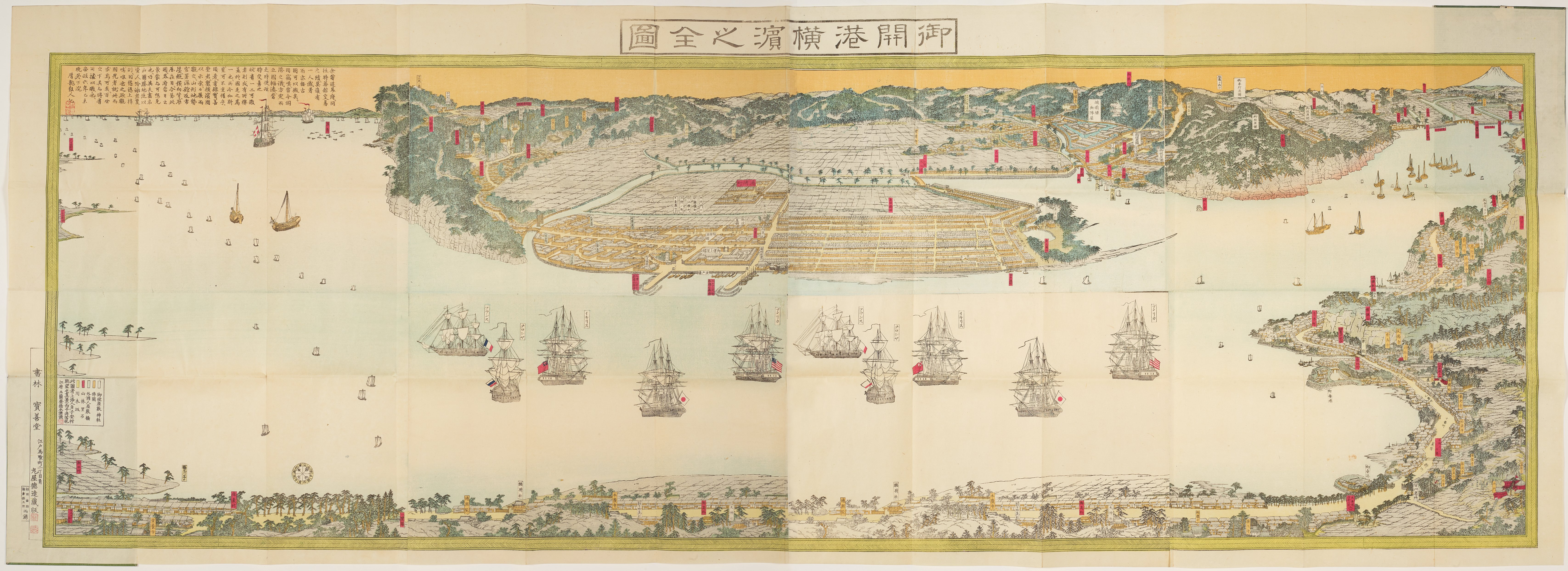
御開港横浜之全図（1859-1860年）

安政6年6月2日(1859年7月1日)に横浜港が開港した。居留地が置かれ外国人が住居往来したがキリスト教の日本への布教は認められていなかった。貿易は生糸、茶が輸出され、綿糸、織物が輸入された。国内と国外の金貨銀貨はそれぞれ同一質量で交換されたが、日本の金銀比価の問題より短期間に大量の金、一説に10万両と云われる大量の金の海外流出を招いた。万延元年4月10日（1860年5月30日）、幕府は万延小判を発行して混乱に対応した。しかし従来の天保小判に比して金の量を約1/3とした万延小判は既存の小判を含有金量に応じて増歩通用としたため混乱を招いた。横浜商人など利益を得た者がいたが、地廻り経済圏の在郷商人は生産地より江戸の問屋に物資を廻送せず品不足と物価高騰が発生した結果、都市の打ち壊しや地方の一揆が激増した。経済の混乱のため五品江戸廻送令が出されるがイギリスは生糸の輸出制限に不満を募らせた。今日から見ると珍しく輸出にも関税をかけていたが関税収入を幕府が独占したため西南雄藩は不満を持った。こうした問題は薩英戦争後に英国と薩摩藩が接近していく素地となり、横浜鎖港と兵庫開港にみられる貿易統制をめぐる幕府と雄藩との軋轢を生む要因となった。
他方、外交では、横浜での貿易が盛んに行われるなかで、1861年2月にロシア軍艦ポサドニック号が占領を企てて対馬に滞泊するロシア軍艦対馬占領事件が発生する。ロシア側が芋崎に兵舎を建設して付近の永久租借権を要求する事態に発展し、対馬藩や島民が抵抗して、幕府も外国奉行の小栗忠順を派遣し撤退を求めた。しかし、ロシア艦は動かず、結局イギリス公使オールコックの協力の申し出によりイギリス艦2隻が派遣され、8月にようやく退去した。
幕府の公武合体が停滞する中で大名は中央政界に国論を引っ提げて乗り出した。長州藩は長井雅楽を京都へおくり「航海遠略策」の建白書を朝廷へ上らせ、長井は文久元年6月2日(1861年7月9日)に御嘉納されたことを伝えられ御製の和歌を賜った。また同年8月3日(1861年9月7日)に安藤信正と面会し持論を述べる機会を得た。長州藩の公武周旋の動きは薩摩藩を刺激した。文久2年、京都所司代の酒井忠義を無視するかのように続々と志士が入京した。彼らは和宮降嫁を主導した酒井や関白・内覧九条尚忠といった公武合体派を敵視していた。真木和泉、久坂玄瑞を中核とする草の根のネットワークが形成されオルグ活動では清河八郎の九州遊説が貢献した。関東の雄藩である水戸藩では井伊暗殺の実行者を追討する一方、激派の要人を参政に登用する形で安定を図った。しかし攘夷の意思が固い激派は長州藩の桂小五郎、松島剛蔵と提携し実力行使による幕政改革を志向していたが、長州藩は航海遠略策が藩論となり動きがとれなくなった。激派は宇都宮藩の大橋訥庵と提携し文久2年1月15日(1862年2月13日)、安藤信正を江戸城坂下門外で襲撃した。安藤は負傷し命は助かったものの後に失脚した（→坂下門外の変）。幕府から睨まれた宇都宮藩は蒲生君平が踏破調査（山陵志）をしていた天皇陵を修補するという奇策を用いて公武の間に運動をしていき責任者の戸田忠至は幕府では若年寄、新政府では参与となるが、当然に治定としては矛盾が続いている。また、過激尊攘志士による「異人斬り」が横行した。安政6年にロシア使節の護衛艦隊の乗組員が襲撃されて2名が死亡し、同7年にはオランダ船長と商人が殺害されたほか、万延元年にはアメリカ公使ハリスの通訳ヒュースケンが薩摩藩士に襲撃され、命を落とした。また、文久元年には水戸藩士がイギリス公使館を襲う東禅寺事件が勃発した。
文久2年4月16日(1862年5月14日)、薩摩藩の最高実力者である島津久光は公武合体を実現すべく藩兵を率いて上京した。事前に大久保一蔵を使者にたて上京の勅許奏請を工作したが婉曲に断られ、天朝の危機に、勅命を奉じて幕政改革を実行させる意欲のもと独断で京都へのぼった。志士の動向に怯えていた朝廷は久光へ浪士鎮撫の勅命を与えた。一方久光は前左大臣の近衛忠煕に開国・軍備増強を建白した。ただ、気がかりは薩摩藩内の尊王攘夷派の暴発であり、有馬新七は薩摩藩を尊攘派に引きずりこむためにテロを計画し酒井所司代と九条関白を対象とした。久光は彼らに監視をつけて説得にあたらせたが、尊王攘夷派が上京して船宿に入ったため、やむなく粛清を行った（→寺田屋騒動）。
久光の朝廷工作により、幕府改革への勅使として大原重徳が遣わされるという事態となる。幕府側にはそれを拒否する力は無く、安政の大獄で失脚した徳川慶喜を将軍後見職、松平春嶽を政事総裁職とするなどの人事を含む改革を余儀なくされた。そして、幕政に返り咲いた慶喜・春嶽や、春嶽のブレインである横井小楠らにより、松平容保（会津藩主）の京都守護職任命や、参勤交代制の改革などが行われた（→文久の改革）。いっぽう久光率いる薩摩藩兵は帰国途中の1862年9月14日（文久2年8月21日）生麦村で行列を横断しようとした英国人に斬りつける事件を起こす（→生麦事件）。イギリス側は犯人の処刑を要求するが、国父の久光が開国論でありながら内部では未だ開国論に統一されていない薩摩藩では、この要求に従うことができず、後に禍根を残すこととなる。その後、京都へ凱旋した久光だが京都は尊王攘夷派に政局が占拠されており、長州藩では桂や久坂、真木和泉のため長井は失脚させられ藩論は尊王攘夷へ転換されていた。憤りが収まらない久光は鹿児島へ引き上げた。
尊王攘夷派に占拠された京都では、長州藩、土佐藩の尊王攘夷派が朝廷の圧力を利用して将軍上洛運動を強要した。土佐藩に関しては、藩主の山内豊範が土佐勤王党の武市瑞山らを率いて上京しており、長州藩と密接な連絡をとって朝廷に働きかけていた。こうした運動が実を結び、三条実美・姉小路公知が江戸に下り、幕府に攘夷決行と将軍上洛を督促した。幕府内では、御側御用取次の大久保一翁が開国論を説いて朝廷に拒否されたならば大政奉還をせよと主張したため左遷され、幕閣は将軍上洛を受け入れることを決めた。そして、1863年4月21日（文久3年3月4日）、家茂は将軍としては200年ぶり（3代家光以来）に京都に入ったが、朝廷のペースに巻き込まれ、1863年6月25日（文久3年5月10日）をもっての攘夷決行を約束させられてしまう。但し、幕府は攘夷を武力行使ではなく条約の撤回と解釈し、老中の小笠原長行（唐津藩世子）が、独断というかたちで生麦事件の賠償金を支払う一方、横浜からの一時退去を諸外国に申し入れたが、これを拒否されている。
他方、攘夷決行の日である6月25日、長州藩は久坂玄瑞らの指揮の下、関門海峡を通過する外国商船に砲撃を加える。しかし20日後にアメリカ合衆国、さらにその4日後にはフランスからの報復攻撃を受け砲台を占拠されるなど、攘夷の困難さを身をもって知ることとなる（→下関戦争）。また藩兵の軟弱さを嘆いた長州藩士高杉晋作は、新たに武士以外の身分を含む奇兵隊を結成、それに続いて諸隊が次々と結成され、後の長州藩の武力となっていく。また、生麦事件の賠償問題がこじれたことから1863年8月15日（文久3年7月2日）、薩摩藩と英国の間にも戦争が勃発（→薩英戦争）。薩英戦争では、イギリス艦隊による鹿児島城下砲撃と、それに反撃する薩摩藩砲兵との間で戦闘が発生した。イギリス側の人的被害が大きかった一方、鹿児島市街の一部が焼失し、薩摩藩もまた攘夷の不可能性を悟り、藩論を開国に統一することとなった。この交渉によりイギリスは薩摩藩が実は開国論に立っていることを知り、以後薩摩藩と急速に接近していくこととなる。

### 尊攘派の蹉跌（1863年 - 1864年）

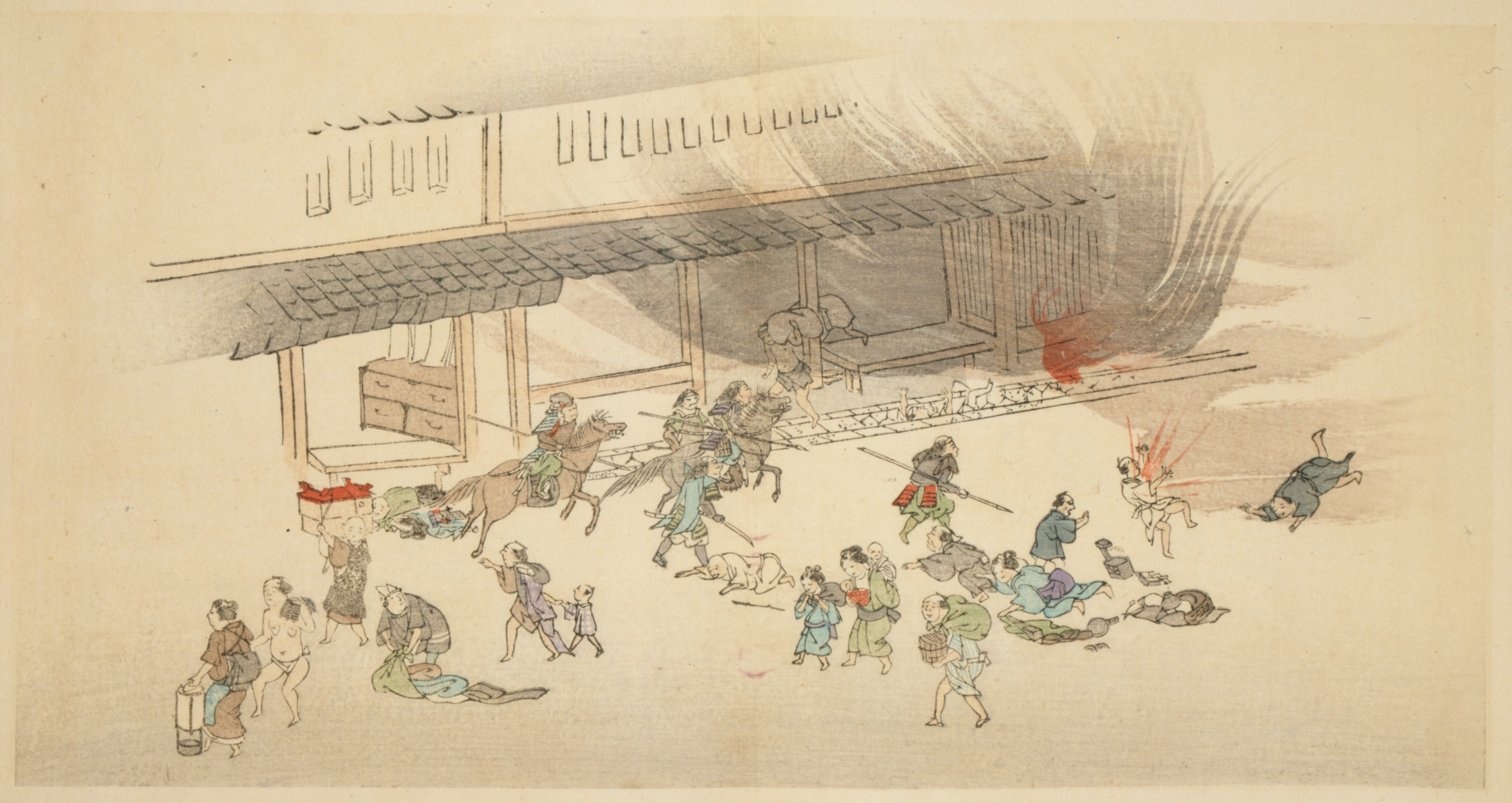
禁門の変を嚆矢として、日本国内の争いは内戦へと発展していく。

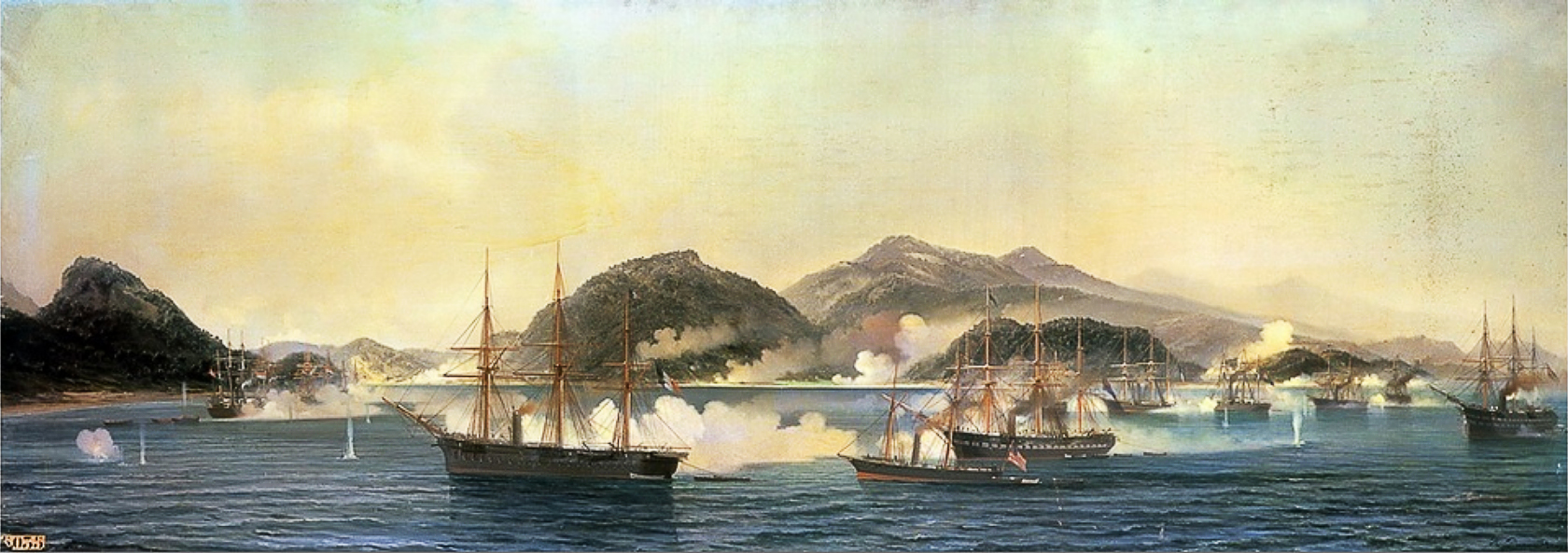
攘夷と称して外国船に砲撃を繰り返した長州藩は、イギリス・フランス・オランダ・アメリカの列強四国によって砲撃を受けた。

このころ、京都へ尊王攘夷派の志士が集い、「天誅」と称して反対派を暗殺するなど、治安が極端に悪化していた。安政の大獄に関わった九条家家臣の島田左近の暗殺に端を発したこれらのテロ行為は、幕臣や公家を恐怖に陥れた。逆に、尊攘派の代表と見られた姉小路公知が暗殺される事件（朔平門外の変）や尊攘志士の本間精一郎が暗殺される事件も起きた。岩倉具視ら公武合体派の公家は排除され、三条実美ら尊王攘夷派の公家が朝議を動かすようになり、公武合体派の勢力は低下した。長州藩は8000名と言われる駐在兵を京都に置き、シンパを含めれば三万を動員できるとされた。
こうした尊攘派により討幕が行われることを憂う孝明天皇の思惑とは裏腹に、尊王攘夷派の真木和泉らは討幕・王政復古を実現させるべく運動し、1863年9月25日（文久3年8月13日）、天皇が神武天皇陵・春日大社に行幸して攘夷を祈願して親征の軍議を行うという詔が出る。これを受け、かねてより中川宮朝彦親王を介して天皇の真意を知っていた薩摩藩の高崎左太郎は、会津藩の秋月悌次郎を通じて松平容保を説いた。容保は帰藩途中の会津藩兵を呼び戻し、中川宮とともに綿密な計画を練り、天皇の同意のうえで薩摩藩と30日（文久3年8月18日）に宮廷の御門を制圧し、長州藩兵および三条ら7人の公卿を長州へ撤退させるクーデタを決行し（八月十八日の政変、七卿落ち）、真木や久坂玄瑞ら長州藩系の尊攘勢力の一掃に成功した。
いっぽう1864年2月7日（文久3年12月30日）以降、徳川慶喜・松平春嶽・松平容保・伊達宗城（宇和島藩主）・島津久光による初の諸侯会議となる参預会議が開催され、神奈川鎖港談判、長州藩の処置、大坂港の防備強化などの議題が話し合われた。春嶽・久光ら諸侯は持論の開国論を唱えるが、幕府を代表する慶喜が横浜鎖港を主張して対立し、結局幕府の思惑どおり何の実績もあげられぬまま、翌年3月に解散となった。春嶽らは帰国し参預会議体制はわずか数ヶ月しか持たなかった。薩摩藩はこれを機に幕府や慶喜との確執を深めていくこととなる。この後、朝廷から禁裏御守衛総督・摂海防禦指揮に任ぜられた慶喜は、京都守護職松平容保（会津藩主）・京都所司代松平定敬（桑名藩主）兄弟らとともに、江戸の幕閣から半ば独立した動きをみせることとなる（一会桑体制）。
このころ、各地で尊攘過激派による実力行使の動きが見られたが、いずれも失敗に終わっている。1863年9月29日（文久3年8月17日）、大和では公卿中山忠光、吉村寅太郎・池内蔵太（土佐藩士）、松本奎堂（三河刈谷藩士）、藤本鉄石（岡山藩士）、さらには河内の大地主水郡善之祐らも加わった天誅組の変が勃発し、続いて但馬では澤宣嘉（前年京都から追放された七卿の一人）・平野国臣（福岡藩士）らによる生野の変が連鎖的に発生した。また土佐藩では一藩勤皇を唱えた武市瑞山が率いる土佐勤王党（前年に藩執政吉田東洋を暗殺）が公武合体に戻った元藩主の山内豊信により弾圧され尊攘勢力は後退した。
さらに水戸藩では1864年5月2日（元治元年3月27日）、藤田小四郎・武田耕雲斎ら天狗党が筑波山で挙兵。水戸藩の要請を受けた幕府軍の追撃により壊滅させられる事件も発生した（→天狗党の乱）。
このような状況下、前年の八月十八日の政変以降影響力を減退していた尊王攘夷派の中心・長州藩では、京都への進発論が沸騰。折から京都治安維持に当たっていた会津藩預かりの新撰組が、池田屋事件で長州藩など尊攘派の志士数人を殺害したため、火に油を注ぐこととなり、ついに長州藩兵は上京。1864年8月20日（元治元年7月19日）、京都守備に当たっていた幕府や会津・薩摩軍と激突し、御所周辺を巻き込んだ合戦が行われた（→禁門の変）。この戦で、一敗地にまみれた長州藩は逆賊となり京から追放され、幕府から征伐軍が派遣されることとなる。さらに9月5日（元治元年8月5日）には、前年の下関における外国船砲撃の報復として、イギリス・フランス・アメリカ・オランダ4国の極東艦隊が連合して下関を攻撃。装備に劣る長州はここでも敗れ、長州藩は窮地に陥った（四国艦隊下関砲撃事件）。

### 薩長同盟と幕長戦争（1864年 - 1866年）
逆賊となった長州藩に長州への征伐が発令され、総大将に徳川慶勝（尾張藩主）、副将に松平茂昭（福井藩主）、参謀に西郷隆盛（薩摩藩士）が任命された。元治元年9月大坂での勝海舟との会談を経て長州藩への実力行使の不利を悟った西郷は開戦を回避し、長州藩からの謝罪を引き出す方針をとる。四国艦隊下関砲撃事件での敗戦以降、松下村塾系の下級藩士を中心とした攘夷派勢力が後退し、椋梨藤太ら譜代家臣を中心とする俗論派が擡頭していた。幕府への恭順路線を貫き、責任者の処刑など西郷が提示した降伏条件の受け入れを承認したため、第1次長州征伐は回避されることとなった。
しかし長州藩内で旧攘夷派の粛清が続くなか、同年末に野村望東尼に激励された高杉晋作が奇兵隊などの諸隊を糾合し長府功山寺にて挙兵（功山寺挙兵）。翌年初頭、藩中枢部の籠もる萩城を攻撃し、俗論派を壊滅させて再び藩論を反幕派へ奪回した。藩論の再転換により、既定の降伏条件を履行しない長州藩へのいらだちは高まり、小笠原長行・勘定奉行小栗忠順ら強硬派による長州再征論が浮上し、将軍家茂は再度上洛する。
一方、安政条約に明記されながらいまだに朝廷の許可が無いため開港されていなかった兵庫（神戸港）問題を巡って、英国公使パークスが主導する英仏蘭連合艦隊が1865年11月4日（慶応元年9月16日）、兵庫沖に迫った（兵庫開港要求事件）。攘夷派への配慮からわざと幕府が外交を停滞させているとみたパークスらは薩長が攘夷策を放棄した時点で障害はのぞかれたはずであるとして、兵庫開港か条約勅許を求めて威圧を行ったものである。譲歩案として英国は下関戦争賠償金の引き下げに応じる姿勢も見せた。幕府主導の外交を狙う老中阿部正外・松前崇広らはこの動きに対して幕府単独の開港方針を決めるが、朝廷との連携を重視する徳川慶喜は難色を示す。独断で兵庫開港を決めた阿部・松前に対して朝廷から老中罷免の令が出されるという異常事態となった朝廷による現実の幕政介入という事態に、慶喜に対する疑念が幕臣たちの間で深まり、家茂が将軍辞職を漏らすなどの混乱がおきた。慶喜は家茂を説得する一方で条約勅許、兵庫開港をめぐって在京の諸藩士を集めた上で、11月22日（慶応元年10月5日）朝廷に条約勅許を認めさせた（兵庫開港は延期）。また関税改正の合意を得るというイギリスの目的も達成されたことで四国艦隊は兵庫沖から去った。翌1866年6月25日（慶応2年5月13日）に改税約書が調印され、輸入関税が大幅に引き下げられたことにより、日本の輸入は急増した。大量生産による安価な綿製品に太刀打ち出来ず、日本の手工業的綿織物は大打撃を受けた。
こうしたなか、薩摩藩は徐々に幕府に非協力的な態度を見せ始め、駐日公使ハリー・パークス、アーネスト・サトウの助言のもと、長州藩との提携を模索する。薩摩藩の庇護下にあった土佐浪士坂本龍馬や、同じく土佐浪士で下関に逼塞していた三条実美らに従っていた中岡慎太郎らが周旋する形で、薩摩長州両藩の接近が図られる。逆賊に指名され表向き武器の購入が不可能となっていた長州藩に変わって薩摩が武器を購入するなどの経済的な連携を経た後、1866年3月7日（慶応2年1月21日）、京都薩摩藩邸内で木戸孝允・西郷らが立ち会い、薩長同盟の密約が締結された。
偶然ではあるが、幕府は薩長同盟が締結された翌日に第二次長州征伐を発令した。7月18日（慶応2年6月7日）に開戦するが、薩摩との連携後軍備を整え、大村益次郎により西洋兵学の訓練を施された長州の諸隊が幕府軍を圧倒。各地で幕府軍の敗報が相次ぐなか、1866年8月29日（慶応2年7月20日）家茂が大坂城で病死。徳川宗家を相続した慶喜は親征の意志を自ら見せるものの、一転して和睦を模索し、広島で幕府の使者勝海舟と長州の使者広沢真臣・井上馨らの間で停戦協定が結ばれ、第二次長州征伐は終焉を迎えた。

### 大政奉還と王政復古（1866年 - 1867年）

「大政奉還図」 邨田丹陵 筆

家茂の死後、将軍後見職の徳川慶喜は徳川宗家を相続したが、征夷大将軍職への就任は拒んでいた。だが、5か月後の1867年1月10日（慶応2年12月5日）ついに将軍宣下を受け将軍就任し、家茂の弔い合戦として長州を制圧することを公言する。孝明天皇は慶喜を非常に信頼しており、長州征討に反対した大原重徳ら22卿を処罰するほどだった。しかし、1月30日（慶応2年12月25日）に天然痘のため天皇は崩御する。2月13日（慶応3年1月9日）に睦仁親王が践祚する運びとなった（明治天皇）。
薩摩藩の西郷・大久保利通らは政局の主導権を握るため雄藩連合を模索し、島津久光・松平春嶽・伊達宗徳・山内容堂（前土佐藩主）の上京を促し、6月6日（慶応3年5月4日）から 四侯会議を開催して兵庫開港および長州処分問題について徳川慶喜と協議させたが、慶喜の政治力が上回り、団結を欠いた四侯会議は無力化した。6月26日（慶応3年5月24日）には摂政二条斉敬以下多くの公卿を集めた徹夜の朝議により長年の懸案であった兵庫開港の勅許も得るなど、慶喜による主導権が確立されつつあった。さらに慶喜はフランス公使ロッシュの助言を容れ、フランス式の軍事訓練が行われたほか、榎本武揚らのもとで幕府海軍が整えられた。小栗忠順や栗本鋤雲らが中心となってフランスとの大借款の相談も行われた。また、老中制度も改められ、老中首座の板倉勝静（備中松山藩主）を首相格として各老中が陸軍・海軍・国内事務・会計・外国事務の各総裁を兼務する内閣に似たかたちがとられ、さらに次官にあたる諸奉行にも有能な人材が抜擢されるようになった（→慶応の改革）。
こうして幕府が息を吹き返そうとする状況の中、薩摩・長州はもはや武力による倒幕しか事態を打開できないと悟り、土佐藩・芸州藩の取り込みを図る。土佐藩では後藤象二郎が坂本龍馬の影響もあり、武力倒幕路線を回避するために大政奉還を提議し、薩摩藩もこれに同意したため、7月23日（慶応3年6月22日）には薩土盟約が締結される。これは徳川慶喜に自発的に政権返上することを建白し、拒否された場合には武力による圧迫に切り替える策であった。しかし兵力の発動を渋る山内容堂に反対され、また薩摩藩も慶喜の拒否を大義名分として結局武力発動しかないと判断していたため、両藩の思惑のずれから10月4日（慶応3年9月7日）盟約は解消。結局土佐藩は10月29日（慶応3年10月3日）単独で山内容堂が老中の板倉に大政奉還の建白書を提出した。いっぽう、薩摩藩の大久保・西郷らは、長州藩・芸州藩との間に武力を背景にした政変計画を策定。さらに洛北に隠棲中だった岩倉具視と工作し、中山忠能（明治天皇の祖父）・中御門経之・正親町三条実愛らによって、1867年11月9日（慶応3年10月14日）に討幕の密勅が下された。ところが、徳川慶喜は山内容堂の進言を採用し、同日に大政奉還を明治天皇に奏請しており、討幕派は大義名分を失った。大政奉還により江戸幕府による政権は形式上終了した。
慶喜は1867年11月19日（慶応3年10月24日）に将軍職辞職を申し出たが、幕府の職制も当面残されることとなり、実質上は幕府支配は変わらなかった。岩倉や大久保らはこの状況を覆すべくクーデターを計画する。1868年1月3日（慶応3年12月9日）に、王政復古の大号令が発せられ、慶喜の将軍職辞職を勅許、幕府・摂政・関白などが廃止され、天皇親政を基本とし、総裁・議定・参与などからなる新政府樹立が発表された。同日夜薩摩藩兵などの警護の中行われた小御所会議において、徳川慶喜への辞官および領地返上が議題となる。会議に参加した山内容堂や松平春嶽は猛反対するが、岩倉や大久保らが押し切り、辞官納地が決定された。決定を受けて慶喜は大坂城へ退去したが、山内容堂・松平春嶽・徳川慶勝の仲介により辞官納地は次第に骨抜きとなってしまう。そのため、西郷らは相楽総三ら浪士を集めて江戸に騒擾を起こし、旧幕府側を挑発した。江戸市中の治安を担当した庄内藩や勘定奉行小栗忠順らは激昂し、薩摩藩邸を焼き討ちした。
なおこのころ、政情不安や物価の高騰による生活苦などから「世直し一揆」や打ちこわしが頻発し、また社会現象として「ええじゃないか」なる奇妙な流行が広範囲で見られた。

### 戊辰戦争（1868年 - 1869年）

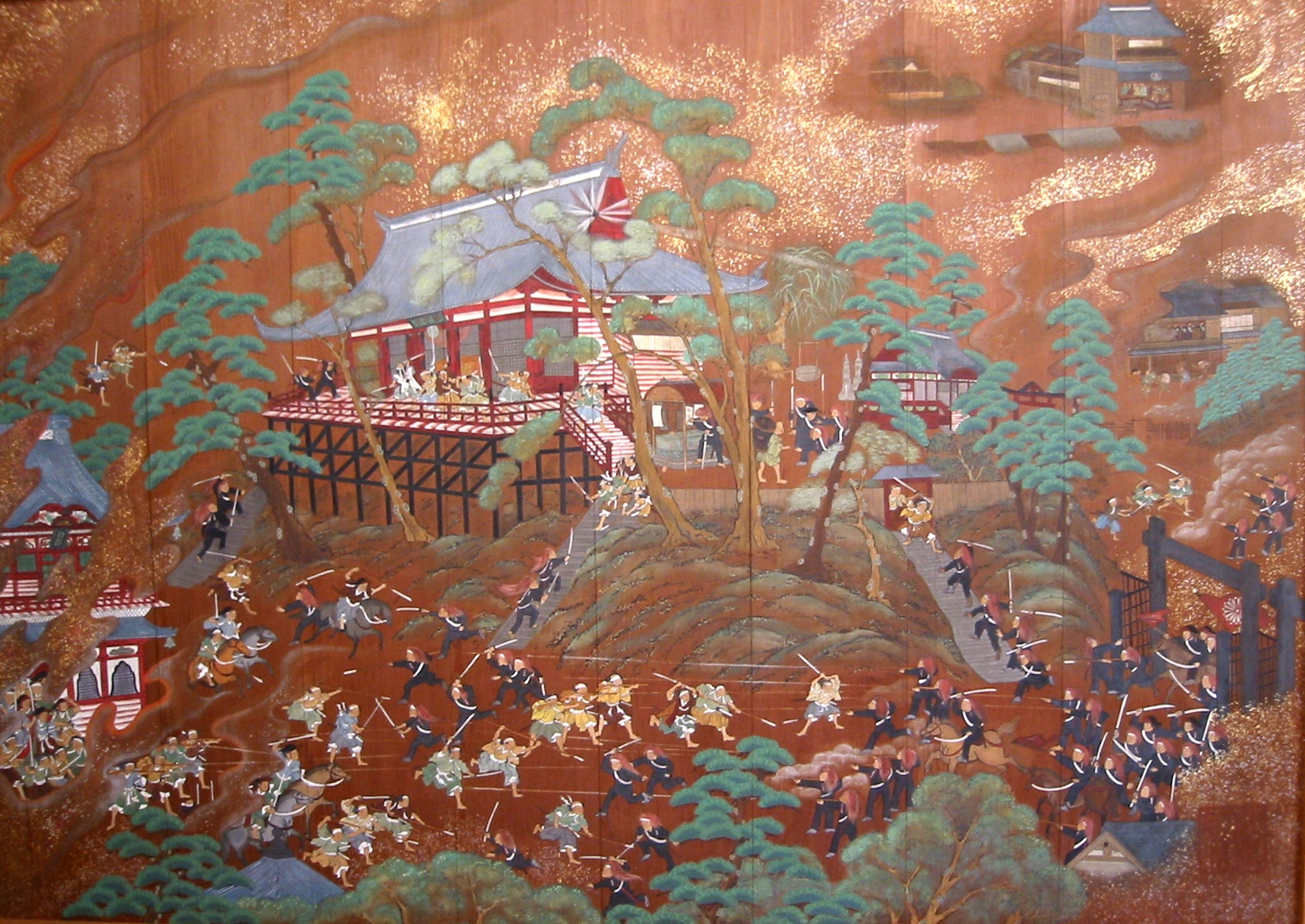
赤熊の被り物をして戦う土佐藩の迅衝隊（上野合戦）

江戸での薩摩藩邸焼き討ちの報が大坂城へ伝わると、城内の旧幕兵も興奮し、「討薩表」を掲げ、京への進軍を開始した。1868年1月27日（慶応4年1月3日）鳥羽街道・伏見街道において薩摩軍との戦闘が開始された（鳥羽・伏見の戦い）。官軍を意味する錦の御旗が薩長軍に翻り、幕府軍が賊軍となるにおよび、淀藩や安濃津藩などの寝返りなどが相次ぎ、2日後には幕府軍の敗北が決定的となる。徳川慶喜は軍艦開陽丸にて江戸へ逃亡し、旧幕府軍は瓦解した。以後、翌年まで行われた一連の内戦を、慶応4年の干支（戊辰）に因んで「戊辰戦争」という。なお戊辰戦争中の1868年10月23日（旧暦9月8日）には慶応から明治に改元された。
東征大総督として有栖川宮熾仁親王が任命され、東海道・中山道・北陸道にそれぞれ東征軍（官軍とも呼ばれた）が派遣された。一方、新政府では、今後の施政の指標を定める必要から、福岡孝弟（土佐藩士）、由利公正（越前藩士）らが起草した原案を長州藩の木戸孝允が修正し、「五箇条の御誓文」として発布した。
江戸では小栗らによる徹底抗戦路線が退けられ、慶喜は恭順謹慎を表明。慶喜の意を受けて勝海舟が終戦処理にあたり、山岡鉄舟による周旋、天璋院や和宮の懇願、西郷・勝会談により決戦は回避されて、江戸城は無血開城され、徳川家は江戸から駿府70万石へ移封となった。
しかしこれを不満とする幕臣たちは脱走し、北関東、北越、南東北など各地で抵抗を続けた。一部は彰義隊を結成し上野寛永寺に立て籠もったが、7月4日（慶応4年5月15日）長州藩の大村益次郎率いる諸藩連合軍により、わずか1日で鎮圧される（→上野戦争）。
そして、旧幕府において京都と江戸の警備に当たっていた会津藩及び庄内藩は朝敵と見なされ、会津は天皇へは恭順を表明するものの新政府への武装敵対の意志を示し、新政府は周辺諸藩に会津への出兵を迫る事態に至った。新政府に劣位の立場で参加することを嫌った仙台藩・戦国時代の旧領回復を望んだ米沢藩などの主導により、陸奥、出羽及び越後の諸藩が奥羽越列藩同盟を結成し、盟主として上野戦争以降東北にいた輪王寺宮公現法親王（のちの北白川宮能久親王）が擁立された。長岡（→北越戦争）・会津（→会津戦争）・秋田（→秋田戦争）などで激しい戦闘がおこなわれたが、いずれも新政府軍の勝利に終わった。
旧幕府海軍副総裁の榎本武揚は幕府が保有していた軍艦を率い、各地で敗残した幕府側の勢力を集め、箱館の五稜郭を占拠。旧幕府側の武士を中心として明治政府から独立した政権を模索するが（いわゆる「蝦夷共和国」）、箱館戦争の結果、翌1869年6月27日（明治2年5月18日）新政府軍に降伏し、戊辰戦争が終結した。
その間、薩長土肥の建白により版籍奉還が企図され、同年9月諸藩の藩主（大名）は領地（版図）および人民（戸籍）を政府へ返還、大名は知藩事となり、家臣とも分離された。1871年8月29日（明治4年7月14日）には、廃藩置県が断行され、名実共に幕藩体制は終焉した（→明治維新）。

## 国際関係

### 日米関係

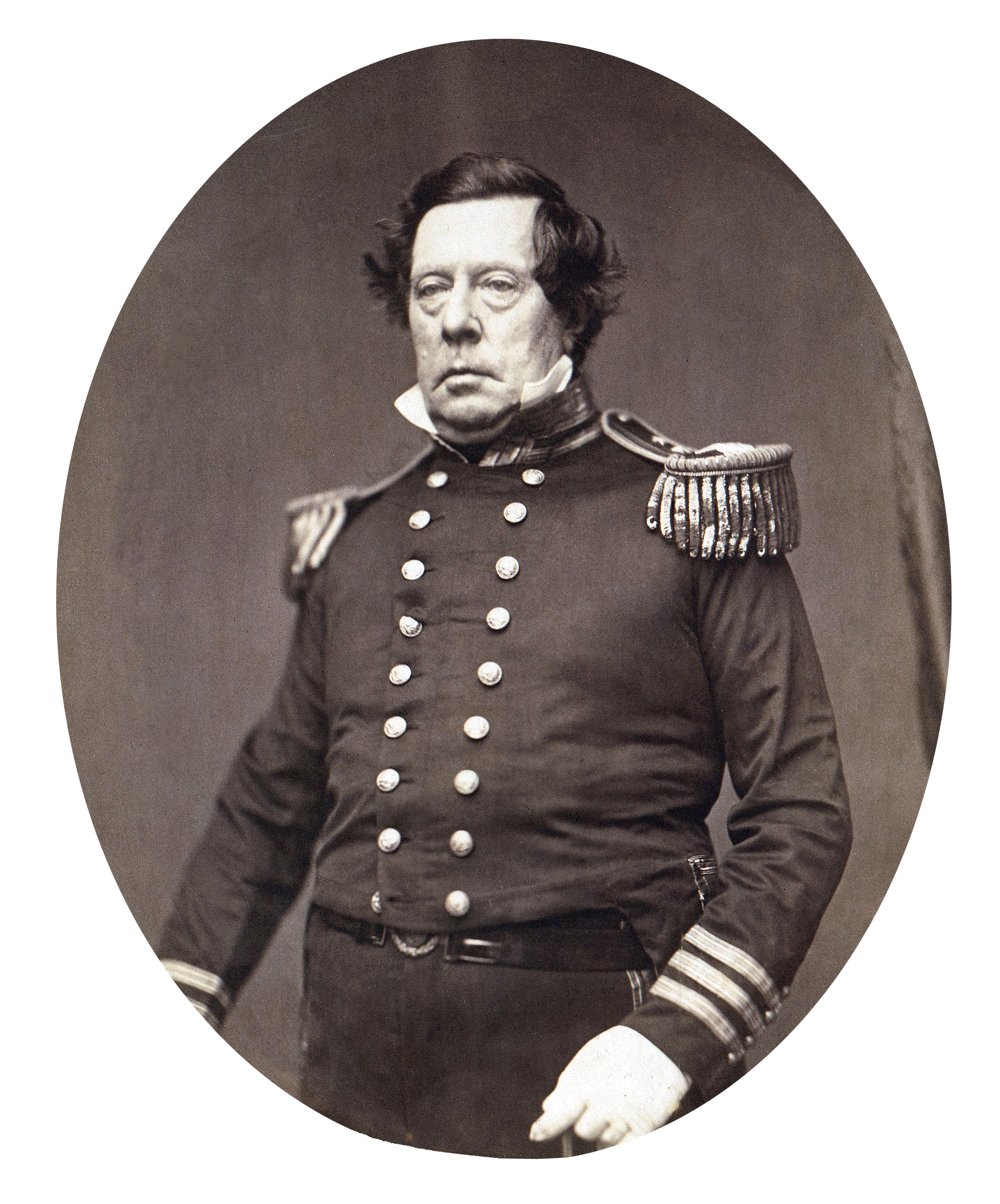
定義にもよるが、アメリカ海軍の軍人マシュー・ペリーの来航が幕末の始まりとされることが一般的である。

1846年7月19日（弘化3年閏5月26日）国務長官ジョン・カルフーンの命を受けたジェームズ・ビドルが、通商を求めて浦賀に来航した。ビドルの来航は感触を確認する程度のものであり、幕府がこれを拒否すると直ちに退去した。しかし米墨戦争の結果カリフォルニアがアメリカ領土となると、太平洋航路を用いての中国との交易はアメリカにとって重要な課題となった。この場合、途中の補給拠点として日本の港を利用することが望まれた。したがって、ペリーの来航目的は補給港としての日本の開港が第一であり、通商交渉は二義的なものとなった。結果として、1854年 3月31日（嘉永7年3月3日）に調印された日米和親条約には通商条項は含まれなかった。
日米和親条約に基づき、1856年8月21日（安政3年 7月21日）に初代米国領事タウンゼント・ハリスが来日した。ハリスはまず日米和親条約の追加条項の交渉を行い、それが下田協約として締結されると、1858年1月25日（安政4年 12月11日）から日米修好通商条約の交渉を開始し、同年7月29日（安政5年6月19日）に調印にいたった（この時点でハリスは公使に昇進し、公使館を江戸善福寺に開いた）。この交渉において、岩瀬忠震は批准書の交換を米国で行うことを提案し、受け入れられた（万延元年遣米使節）。使節は1860年5月17日（万延元年閏3月25日）にワシントンでブキャナン大統領に謁見・批准書を渡した。また途中多くの近代的施設を見学し、西洋文明の一端に触れた。
このように開国初期における日本の対外関係は米国が中心であった。ハリスは欧州特に英国とは異なる外交路線を採用しており、英国公使ラザフォード・オールコックからは「幕府寄り過ぎる」とみなされることもあった。日米修好通商条約の交渉中、ハリスは「調印が遅れれば英国が軍事力を背景により厳しい条件での条約を押し付けてくるので、米国と日本にとって有利な条件で条約を結ぶべき」と幕閣に述べており、実際幕府が一般品の関税として12.5%を提示したのに対し、ハリスはより高い20%を提案・合意した。これは同年に清が押し付けられた天津条約の7.5%に比べるとずっと有利であった（安政五カ国条約はいわゆる「不平等条約」であるが、調印時点で幕府にとって特に不利な条約だった訳ではない。関税は妥当であり、領事裁判権を認めることを、幕府はむしろ歓迎した。また、天津条約と異なり外国人の国内旅行が制限されるなど外国人にとって不平等な条項も含まれていた）。攘夷運動が盛んになり、各国の公使館が江戸から横浜に引き上げた後も、ハリスは江戸に留まった。幕府の内情にも通じており、新潟・兵庫・江戸・大坂の開港・開市の延期を幕府が求めた際も、これに同意している。
しかし、1861年4月に南北戦争が始まった後は、米国の日本に対する影響力は小さくなった。例えば、幕府は1861年8月14日（文久元年7月9日）にハリスに対して軍艦2隻（フリゲートおよびコルベット）の発注を依頼したが、米国政府はこれを受けることができなかった。健康上の理由で辞任したハリスに代わり、1862年5月17日（文久2年4月19日）に新公使 ロバート・プルインが着任した。プルインも当初はハリスの独自外交を踏襲した。しかし、米国商船が長州藩から砲撃を受けた後は（下関事件）、英仏との協調路線に変更した。プルインは富士山丸発注に関して問題を起こし、幕府の信頼を失ってしまったため、1865年4月28日（慶応元年3月23日）アントン・ポートマンを代理公使として、任期半ばで帰国した。1866年1月18日（慶応元年12月2日）に3代公使としてロバート・ヴァン・ヴォールクンバーグが着任したが、英仏との協調は変わらず戊辰戦争では局外中立を維持した。なお、幕府は装甲艦甲鉄を購入していたが、アメリカが中立を宣言したために受け取ることができず、また中立解除後に明治政府に引き渡されたため、箱館戦争の推移に少なからぬ影響を与えた。

### 日英関係

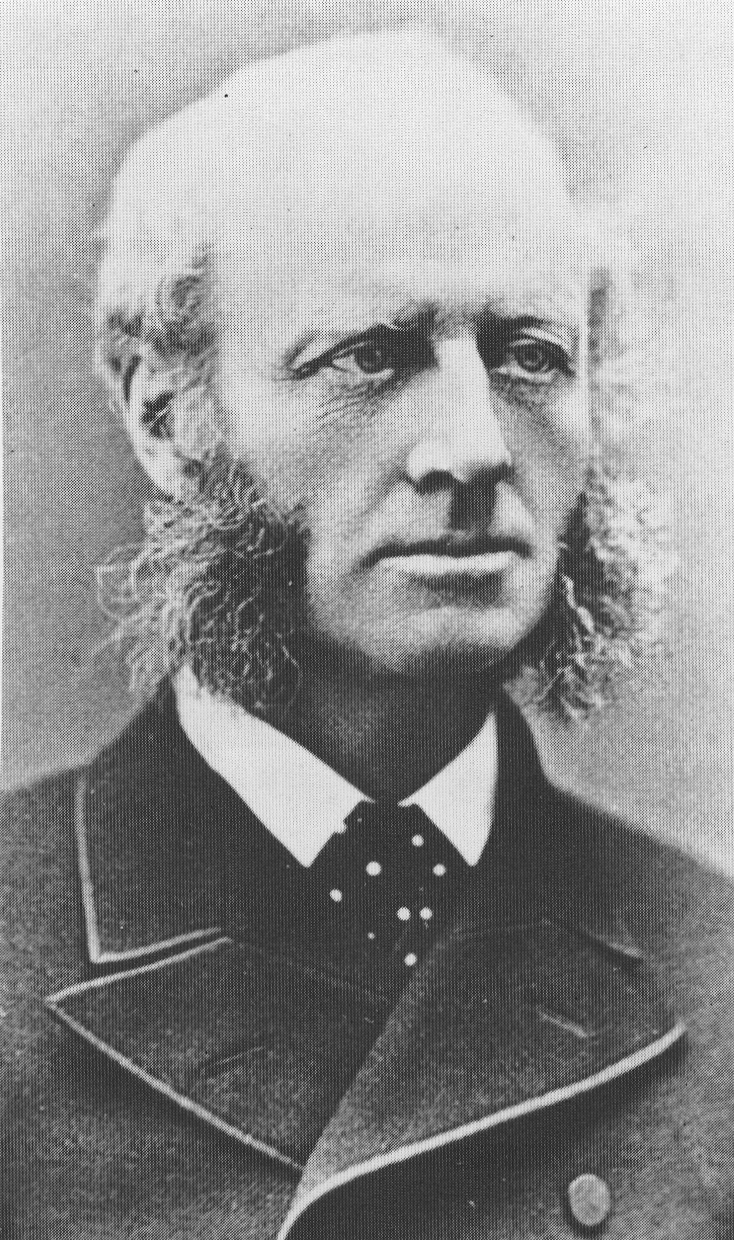
イギリスの駐日大使ハリー・パークスは、18年間の長きに渡って日本に駐在し、日本とイギリスの外交をリードした。

1849年に広東領事（1854年から香港総督）となったジョン・バウリングは、海軍力を背景とする交渉により、和親条約ではなく一挙に日本との通商条約の締結を目指していた。しかし、クリミア戦争の発生によって、英国はアジア地域に十分な軍事力を振り分けることができなくなってしまった。1854年9月、東インド艦隊司令官スターリングは、敵国となったロシアのプチャーチンを追って長崎に入港したが、1854年10月14日（嘉永7年8月23日）、長崎奉行水野忠徳は半ば強引に日英和親条約を結んだ。結果として英国は米国と同じ権利しか獲得することが出来ず、通商条約締結という思惑は実現しなかった。この条約に対してバウリングは反対したが、ロシアと戦争状態にある現状では箱館を英国船が利用出来るメリットがあるとされ、結局批准されている。その後もアロー戦争があり、英国は日本との外交にリソースを割くことができず、通商条約に関しても、米国に遅れをとることとなった。初代英国公使（着任時は総領事）ラザフォード・オールコックは、1859年7月11日（安政6年6月12日）に江戸城に登城、批准書の交換が行われた。公使館は高輪東禅寺とされた。
1860年（万延元年）、攘夷派との妥協策として、幕府は安政五カ国条約で約束されていた兵庫・新潟・江戸・大坂の開港・開市延期を条約締結国に申し入れた。米国公使ハリスはこれを受け入れたが、オールコックは「条約は遵守すべき」として反対であり、「そのような重大な変更は、条約締結国に使節を派遣して議論すべき」とした。1861年7月5日（文久元年5月28日）には、英国公使館が襲撃され、オールコックは難を逃れたが、公使館員2人が負傷した（第一次東禅寺事件）。事件後の8月14日と8月15日の2日間にわたり（文久元年7月9日と7月10日）オールコックは、老中安藤信正、若年寄酒井忠毗との秘密会談を持ち、幕府権力の低下を素直に打ち明けられた。また、この会談でオールコックはロシア軍艦対馬占領事件に解決のために英国海軍が支援することを提案し、実行されている）。この結果、オールコックは開港・開市延期に反対することは得策でないと考えを変え、ヨーロッパに派遣される文久遣欧使節（開市開港延期交渉使節）を積極的に支援することとした。オールコックは自身の賜暇帰国を利用して、使節と共に英国本国政府との交渉に当たり、1862年6月6日（文久2年5月21日）ロンドン覚書に調印、開港・開市の5年間の延期が認められた。またオールコックは使節一行がロンドン万国博覧会の開会式に出席できるように取り計らい、またフランス公使デュシェーヌ・ド・ベルクールらと協力して、使節一行が欧州の進んだ文明・工業を学べるように手配した。
オールコックが賜暇帰国中、英国代理公使はジョン・ニールが務めたが、この間に日英関係は最大の危機を迎えた。1862年6月26日（文久2年5月29日）、英国公使館は再び襲撃された（第二次東禅寺事件）。さらに、同年9月14日（文久2年8月21日）に生麦事件が発生した。幕府に攘夷派取り締まりを促すために、英国東インド艦隊司令ジェームズ・ホープは、必要があれば日本の海上封鎖および一部砲台に対する限定的な攻撃を考慮することを提案した。この提案は1863年1月9日にヴィクトリア女王臨席で開かれた枢密院会議で勅令を得ている。英国は、第二次東禅寺事件の賠償金として1万ポンド、生麦事件の賠償金として10万ポンドを幕府に要求した。交渉は難航したが、賠償金支払日を1863年6月18日（文久3年5月3日）にすることで決着した。ところが、そのころ京都では徳川家茂が孝明天皇に1863年6月25日（文久3年5月10日）をもって攘夷を実行することを約束しており、この影響を受けて幕府は支払いの延期を通告した。ニールは激怒し、幕府に対する軍事行動を新任の東インド艦隊司令キューパーに委ねた。まさに戦争直前の状態となったが、老中小笠原長行 の独断によって、攘夷実行前日の1863年6月24日（5月9日）に賠償金11万ポンドが一括して支払われ、幕府と英国間の戦争は避けられた。幕府との交渉が成立した後、ニールは自ら鹿児島に赴いて薩摩藩との交渉を行うこととした。が、交渉は決裂して、1863年8月15日（文久3年7月2日）、戦闘が発生した（薩英戦争）。同年11月15日（10月5日）には薩英戦争の講和成立が成立したが、この交渉は、薩摩と英国が接近するきっかけとなった。
攘夷実行命令に基づき、長州藩は下関海峡を通過する外国船に対して砲撃を開始し、関門海峡は通行不能となっていた。1864年3月（文久4年2月）、賜暇が終わり日本に戻ったオールコックは、長州藩への武力攻撃を行い、「攘夷が不可なることを知らしめる」こととした。オールコックは仏・蘭・米の公使の合意を得、1864年9月5日（文久4年8月5日）、 四カ国連合艦隊は、下関の砲台を砲撃、さらに陸戦隊を上陸させ占領した（下関戦争）。しかし、この行動は、本国政府からは「やり過ぎ」と見なされ、オールコックは本国に召喚されてしまった。なお、この事件を通じて、英国は長州藩との間にも関係を構築した。
下関戦争の賠償金は300万ドルという巨額なものとなったが、支払いは幕府が行うこととなった。新任の公使ハリー・パークスは、賠償金を減額してでも、兵庫を早期開港させたほうが英国にとってメリットが大きいと考えた。当時、将軍徳川家茂以下の主要幕閣は京都に滞在していた。このため、パークスは条約勅許（この考えは通訳のアーネスト・サトウが伊藤博文から聞いていた）と兵庫の早期開港を求めるため、仏・蘭・米を誘い、軍艦8隻を引き連れて、1865年11月4日（慶応元年 9月16日）に兵庫沖に来航し、強圧的な交渉を行った（兵庫開港要求事件）。結果、兵庫の早期開港は認められなかったものの、11月22日（慶応元年10月5日） に安政五カ国条約に対する勅許がおりた。加えて、関税の見直しに関する合意も得、翌1866年6月25日（慶応2年 5月13日）に改税約書が調印され、輸入関税が大幅に引き下げられた。結果として、日本の輸入は急増し、一部の産業は大打撃を受けることとなった。
パークスは、本国の方針に従い、あくまで内政不干渉の立場を維持した。しかし、影響力を持った何人かの大名の領地を自分自身で訪問した他、部下のサトウやミットフォード、さらには民間人のトーマス・グラバーらを使って、「維新の志士」たちとも積極的に接触した。但し、徳川慶喜に関しては非常に高く評価しており、幕府の瓦解を予想していたわけではない。が、同時にそのような事態に備えて、天皇宛のビクトリア女王の信任状を予め本国政府に要求していた。このため、新政府成立後の1868年5月22日（慶応4年閏4月1日）、いち早く新政府を承認することができた。
戊辰戦争に関しては、英国は局外中立を宣言し、他国もこれに追従した。また、パークスは新政府軍の江戸城総攻撃に関しては「無抵抗の徳川慶喜に対して攻撃することは万国公法に反する」として反対し、江戸無血開城の一因となったとも言われている。

### 日仏関係

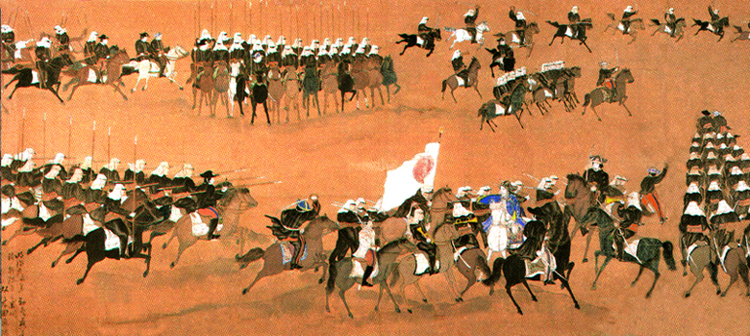
幕府陸軍のフランス式騎兵。江戸幕府は、近代軍の設立のため、フランス軍を参考とした。

フランスは琉球王国との間に琉仏修好条約（1855年）を結んでいたが、米英露蘭とは異なり日本と和親条約は結んでおらず、1858年10月9日（安政5年9月3日）の日仏修好通商条約が両国間の最初の条約となった。翌1859年9月6日（安政6年8月10日）、初代領事（後に公使）ギュスターヴ・デュシェーヌ・ド・ベルクールが着任した。デュシェーヌ・ド・ベルクールは基本的には英国と共同歩調をとっており、生麦事件後に英国が軍事行動を起こすことがあれば、横浜の防衛はフランスが引き受けることとなっていた。しかし、生麦事件の交渉の後、デュシェーヌ・ド・ベルクールは次第に親幕府的な立場をとるようになった。1863年（文久3年）秋に幕府は横浜の鎖港を言い始めたが、各国の公使がこれを拒否する中、デュシェーヌ・ド・ベルクールだけは理解を示し、横浜鎖港談判使節団の派遣を支援した。1864年4月27日（文久4年3月22日）、デュシェーヌ・ド・ベルクールはその任務を後任のレオン・ロッシュに譲ったが、老中はフランス政府にデュシェーヌ・ド・ベルクールの留任を嘆願するほどであった。このため、ロッシュも幕府と親密な関係を築くことができ、フランスは幕府の政策により積極的に関与していくことになる。
1864年9月（元治元年8月）、幕府は翔鶴丸の修理を横浜停泊中のフランス軍艦乗員に依頼した。この際のフランス側の作業の誠実さから、幕府はフランスを強く信頼するようになり、横須賀製鉄所の建設をフランスに依頼し、翌1865年10月13日（慶応元年8月24日）に着工された。建設資金は240万ドルと見積もられた。当初はこの支払のため、幕府が直接生糸を輸出することが計画されたが、英国の反対にあい実現しなかった。
さらにロッシュは小栗忠順に要望され、600万ドルの借款を支援し、1866年9月28日（慶応2年8月20日）に契約は一旦成立した。小栗はこの600万ドルで幕府の軍備増強を行い、薩摩・長州を打倒し幕府を中心とした中央集権国家を作り、日本の近代化を達成する計画だった。1866年12月11日（慶応2年11月15日 ）、ロッシュは徳川慶喜の依頼により幕政改革を提言し、そのいくつかは慶応の改革として実現した。1867年1月12日（慶応2年12月9日）からフランス軍事顧問団による幕府陸軍の訓練も開始された。慶喜の弟である徳川昭武は、慶喜の名代としてパリ万国博覧会に派遣され、その後パリにて留学生活を送っていた。
しかし、本国の外務大臣が交代し、対英協調策をとるようになったことから、借款は中止され、ロッシュは本国から見放される形となった。鳥羽・伏見の戦いに敗北後、徳川慶喜は江戸に戻ったが、ロッシュは3度にわたり登城し、慶喜に再起を促した。しかし慶喜はこれを拒否した。その後英国公使パークスが局外中立を提案すると、ロッシュはこれに従うしかなかった。まもなくロッシュは公使を罷免され、後任のマキシミリアン・ウートレーは英国との共同路線をとった。

### 日蘭関係

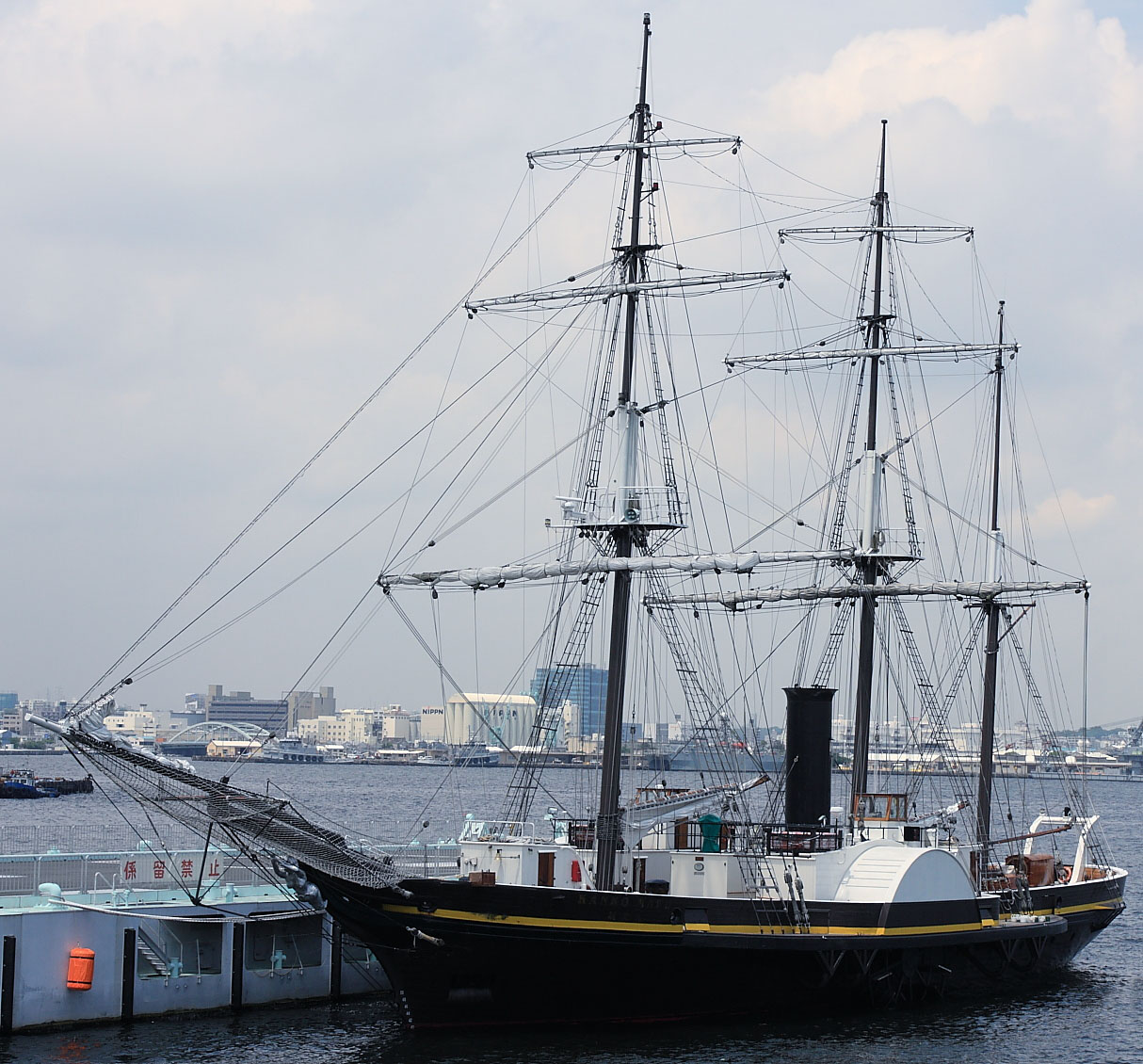
オランダから寄贈された観光丸（1987年進水の復元船）

オランダは鎖国中も出島での交易を許されており、またオランダ風説書にて海外事情を幕府に報告していた。さらにアヘン戦争が始まると、以降は別段風説書を作成してイギリスの武力による中国進出を詳しく報告した。1844年8月14日（弘化元年7月2日）に長崎に入港した軍艦パレンバン号は、オランダ国王ウィレム2世の親書を携えており、武力によって強制される前に平和的に開国することを薦めてきた。老中に再任していた水野忠邦は開国を主張したが他の幕閣の同意を得られず、また将軍徳川家慶の反対もあって、幕府はこれを拒否した。1852年7月（嘉永5年6月）、ヤン・ドンケル・クルティウスが到着、出島のオランダ商館長となったが、これは開国を見越した人事であり、クルティウスは外交官として活動できる資格を有していた。クルティウスは別段風説書でペリーの来航を予告するとともに、東インド総督・バン・トゥイストの通商条約素案を提出したが、交渉には至らなかった。
1853年7月8日（嘉永6年6月3日）にペリーが来航、翌年の再訪を告げて立ち去ったが、幕府は開国に備えクルティウスを通じ、軍艦の発注と乗員の訓練の申し出を行った。この申し出は、翌年3月（嘉永7年2月）に来航したスムービング号のファヴィウス艦長と長崎奉行水野忠徳の間でより具体化し、1854年11月11日（嘉永7年9月21日）、オランダにコルベット2隻（咸臨丸及び朝陽丸）が発注された。さらに、1855年12月3日（安政2年10月24日10月24日）には長崎海軍伝習所が設立され、オランダは練習船としてスムービング号を寄贈した（後の観光丸）。ヘルハルト・ペルス・ライケン（第一次）、ヴィレム・ホイセン・ファン・カッテンディーケ（第二次）を団長とする教官団が派遣された。この功績が認められ、1856年1月30日（安政2年12月23日）には日蘭和親条約が調印され、クルティウスは駐日オランダ理事官となった。1857年10月16日（安政4年8月29日）には日蘭追加条約が調印され、自由貿易ではないものの、貿易の大幅な拡大が認められた。
1858年（安政5年）春、クルティウスと補佐官のディルク・デ・グラーフ・ファン・ポルスブルックは江戸に出て、通商条約の交渉を開始し、日米修好通商条約には1ヶ月程遅れたが、1858年8月18日（安政5年7月10日）日蘭修好通商条約調印にこぎつけた。ポルスブルックは1863年7月（文久3年6月）に公使（外交事務官）となったが、下関戦争や兵庫開港要求事件の際は、英仏米と共同歩調をとった。また、ポルスブルックは、スイス・ベルギー・デンマークなどのヨーロッパ諸国と幕府の条約締結に 積極的に関与した。
長崎海軍伝習所は、1859年（安政6年）に資金不足を理由に閉鎖されてしまったが、1862年（文久2年）には幕府海軍最大の軍艦となる開陽丸をオランダが受注。軍艦引受をかねて、榎本武揚ら15人の留学生がオランダに派遣された。1867年5月20日（慶応3年4月17日）、開陽丸は幕府へと引き渡された。
海軍伝習所から派生した長崎英語伝習所や長崎養生所は、名前を変えて現在も存続している。そこでは、フルベッキ、ポンペ、ボードウィン、ハラタマらが教育に尽力し、幕末・明治初期の人材育成に貢献した。

### 日露関係

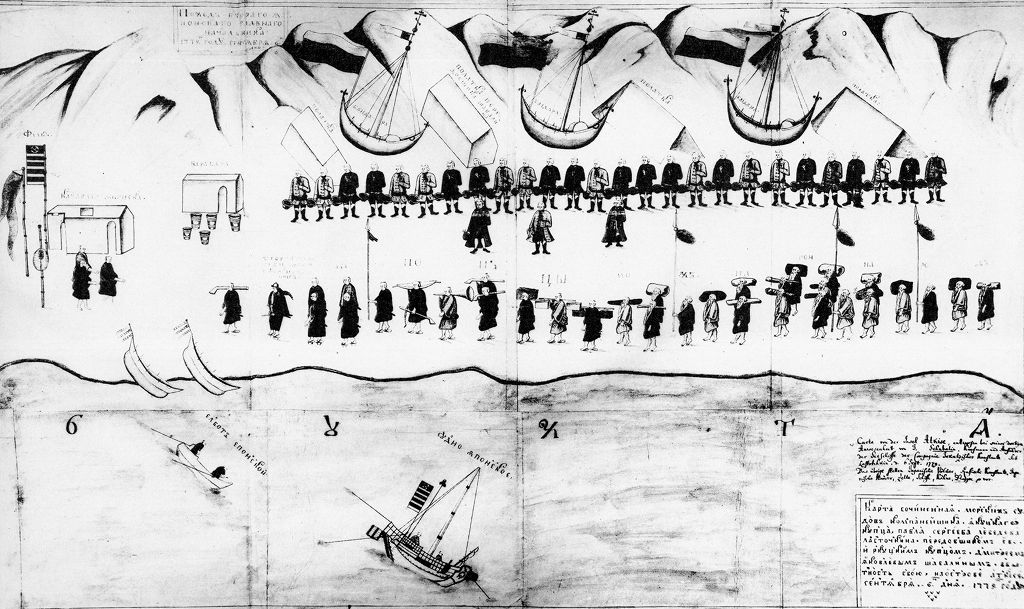
1779年、厚岸にエカチェリーナ2世の新書を携えた、シャバリン、アンチーピンを始めとするロシア人訪問団が来訪した。

地理的に日本に近いこともあり、日本に関するロシアの関心は高かった。すでに1705年（宝永2年）にはサンクトペテルブルクに日本語学校が設立されている。1771年（明和8年）、ハンガリー人モーリツ・ベニョヴスキーがカムチャッカから脱走して阿波に来航し、オランダ商館長を通じて「ロシアが蝦夷地への攻撃を計画している」との偽情報を伝えた。このためロシアへの警戒感が高まり、1781年（天明元年）ごろ工藤平助が赤蝦夷風説考を著述、これを読んだ老中田沼意次は蝦夷地の探検・開発を進めさせた。またロシアとの交易も考えたが、1786年（天明6年）に失脚し、実現には至らなかった。
日本との交易を求めた最初のロシア人は、ヤクーツクの商人パベル・レベデフ＝ラストチキンである。数度の失敗の後、1778年（安永7年）にラストチキンの部下のドミトリー・シャバリンと「シベリア貴族」で日本語学校の生徒であったイワン・アンチーピンが蝦夷厚岸に来航し、松前藩との接触に成功した。一行は翌年にも来航したが、松前藩は翌年に独自の判断で交易を拒否し、幕府へは報告されなかった。寛政4年（1792年）にはアダム・ラクスマンが正式に通商を求めてきた。老中松平定信はロシアとの限定的通商を考慮し、長崎への入港許可証である信牌を交付した。しかしラクスマンは、長崎へは向かわず帰国した。1804年（文化元年）、この信牌を持ったニコライ・レザノフが長崎に来航した。しかしすでに定信は失脚しており、交渉は不成立に終わった。怒ったレザノフは、部下は1807年（文化4年）に蝦夷地を攻撃させ（文化露寇）、日露関係が緊張した。このため、蝦夷地は一時幕府の直轄領となった。その後ロシアの関心が黒海方面に向いたこともあって緊張は緩和され、1821年（文政4年）に蝦夷地は松前藩に戻された。
1853年8月22日（嘉永6年7月18日）、ペリーより約1ヶ月遅れてエフィム・プチャーチンが長崎に来航し、日露和親条約の交渉が始まったが、調印は1855年2月7日（安政元年12月21日）と、後から交渉が始まった日英和親条約より遅れた。これは日露和親条約で日露国境の問題が話し合われたためであるが、樺太の国境に関しては決着せず両国の混在地とされた。その後、1859年8月（安政6年7月）のムラヴィヨフ来航、1862年8月（文久2年7月）の文久遣欧使節ロシア訪問時にも話し合いが持たれたが決着せず、ようやく1867年3月30日（慶応3年2月25日）に日露間樺太島仮規則が仮調印されたが、幕府はこれを批准しなかった。国境問題は、1875年（明治8年）5月7日の樺太・千島交換条約によって一応の決着を見た。
なお、ムラヴィヨフが来航した際に、ロシア海軍の軍人2人が攘夷派武士に殺害されている。これが幕末の最初の外国人殺害事件であるが、ムラヴィヨフは賠償金を請求しなかった。
ロシアは他国と異なり、総領事館を箱館においていたため、日本の内政問題に関わることは殆ど無かった。しかし1861年3月14日（文久元年2月3日）から約半年間、ロシア軍艦ポサードニクが艦艇の修理を名目として対馬芋先を占拠する事件（ロシア軍艦対馬占領事件）がおきている。幕府は単独では対処できず、英国の介入によりロシア軍艦を退去させることとなった。

### 日独関係
ドイツの統一は1871年であるため、外交主体となったのは当初はプロイセン、続いて北ドイツ連邦であった。
シーボルトやケンペルなど、オランダ東インド会社の社員として日本を訪問したドイツ人（ドイツ語を母国語とする人）はいたが、公式な関係は1861年1月24日（万延元年12月14日）にオイレンブルクが幕府と日普修好通商条約を結んだことに始まる。この交渉は難航した。2年前の安政五カ国条約とは異なり、日本国内には攘夷機運が盛り上がっており、さらにプロイセンとだけではなく条約にドイツ関税同盟諸国など三十数カ国を含めることを求めたからである。結局条約はプロイセンとのみ結ばれたが、条約の交渉にあたった堀利煕が謎の自殺をとげている。
初代の駐日領事には、オイレンブルクと共に来日したマックス・フォン・ブラントが任命された。当時プロイセンは海外に植民地を求めていたが、ブラントは蝦夷地は無主地であるとして、「十数隻の艦隊と5千人の上陸兵で占領できる」と主張していた。実際に、戊辰戦争に際して会津藩・庄内藩が領有する蝦夷地の根室や留萌の譲渡と引き換えにプロイセンとの提携を提案していたが、当時の宰相ビスマルクはこれを認めなかった。ブラントは戊辰戦争は長期戦となり、場合によっては日本が南北に分裂するものと考えていた。英仏蘭米伊と同様局外中立を宣言したが、奥羽越列藩同盟だけでなく箱館政権にも同情的な姿勢を見せた。また、プロイセン領事館の書記官であったヘンリー・スネルは、領事館を退職して奥羽越列藩同盟の軍事顧問勤め、弟のエドワルドはスネル商会を設立して同盟軍に武器を供給した。しかし、戦局を左右する事態にはならず、戦争終結後も日本とプロイセンとの外交関係は維持された。但し、プロイセン商人ガルトネルが箱館郊外で経営していた農園は、ここを基点に植民地化の恐れがあるとして、明治政府は賠償金を払ってこれを回収している（ガルトネル開墾条約事件）。

### 幕末の日本見聞記
来日した外国人により、多数の見聞録が書かれ、写真が遺されている。見聞録の日本語訳は、『新異国叢書』（雄松堂書店）、岩波文庫、講談社学術文庫などから相当数が刊行されている。また、渡辺京二『逝きし世の面影』（平凡社ライブラリー、2005年）には、主要な見聞録の内容が詳細に紹介されている。
写真も多くあり、小沢健志編『幕末写真の時代』（ちくま学芸文庫、1996年）、横浜開港資料館編『F. ベアト写真集 1. 幕末日本の風景と人びと』、『同 2. 外国人カメラマンが撮った幕末日本』（明石書店、2006年）が読み易い。近年はデジタル技術の発達で彩色再現が可能となっており、それを用いた出版書籍（例：『過ぎし江戸の面影』双葉社スーパームック、2011年）もある。

## 出来事

### 一覧
- マシュー・ペリー艦隊来航
- プチャーチン艦隊来航
- 日米和親条約締結
- 安政の改革
- 日米修好通商条約締結
- 安政の大獄
- 桜田門外の変
- 坂下門外の変
- 天誅組の変
- 寺田屋騒動
- 文久の改革
- 生麦事件
- 薩英戦争
- 八月十八日の政変
- 池田屋事件
- 禁門の変
- 第一次長州征伐
- 第二次長州征伐
- 薩長同盟
- 慶応の改革
- 大政奉還
- 近江屋事件
- 王政復古
- 戊辰戦争
  - 鳥羽・伏見の戦い
  - 上野戦争
  - 北越戦争
  - 会津戦争
  - 箱館戦争

## 施設

### 幕府
- 昌平坂学問所
- 蛮書和解御用
  - 蕃書調所
  - 開成所
- 横浜仏語伝習所
- 長崎英語伝習所
- 長崎養生所
- 講武所
- 長崎海軍伝習所
- 築地軍艦操練所
- 神戸海軍操練所
- 横須賀製鉄所
- 関口製造所

### 諸藩
- 三重津海軍所
- 集成館

### 私塾
- 適塾
- 松下村塾

## 幕末の思想

### 主権
- 佐幕
- 公武合体
- 尊皇論
  - 尊王思想
  - 勤王
- 倒幕運動

### 対外関係
- 攘夷論
- 開国論

### その他
- 幕藩体制（幕藩体制論絶対主義、世直し状況論など）

佐幕からの派生、主に東北地方（奥羽越列藩同盟・蝦夷共和国）で強くあった。

## 組織
- 江戸幕府、蝦夷共和国、幕府陸軍（のちの大日本帝国陸軍）、幕府海軍（のちの大日本帝国海軍）、彰義隊、伝習隊
- 浪士組、新選組（壬生浪士組、甲陽鎮撫隊、靖兵隊、御陵衛士）、新徴組、見廻組
- 奥羽列藩同盟、白虎隊、朱雀隊、青龍隊、玄武隊（会津藩）、二本松少年隊（二本松藩）
- 額兵隊、衝撃隊・鴉組（仙台藩）、雷神隊、致人隊、神風隊（桑名藩）、凌霜隊（郡上藩）
- 土佐勤皇党、海援隊、陸援隊、奇兵隊、赤報隊、義祭同盟、天誅組、天狗党

## 幕末の兵器
幕府や各藩は海防や治安維持のため、そして後には倒幕運動やその対策のために、競って西洋の最新兵器を揃えようとした。しかし長い鎖国の間に西洋の軍事技術との差は開いており、弾薬まで含めた自製は困難であったため、ほとんどは外国商人から購入して賄った。
日本刀に関しては、尊王攘夷派の志士の間で勤皇刀や勤王拵と呼ばれる3尺前後で反りが少ない長寸の打刀が流行し、佐幕派も対抗として長大な刀を使うようになった。

### 小銃
火縄銃
戦国時代以来の銃。幕府の統制下での泰平の世を迎え、兵器を進化改良するためのインセンティブが発生しにくくなった。また戦技から競技としての砲術が盛んになるにつれ、道具の大幅な改変は避けられるようになった。
ゲベール銃
前装滑腔銃の中で、火縄以外の点火方法を用い、頬に当てる和式銃床ではなく肩に当てて反動を受け止める洋式銃床を持つもの。火打石を用いるフリントロック式火縄や火種が不要であるため雨の多い日本では運用が楽になる一方、撃鉄バネの衝撃が大きく操作から発射までのタイムラグが長いため命中精度は火縄銃に劣る。のちのパーカッション式は命中精度・射程共に火縄銃と同等であるが、雨中でも問題なく使用できた。このため国内でも模造品・改良品が生産された。
ヤーゲル銃
前装ライフル銃。ライフリングを付けたことにより命中精度は格段に高くなったが、ライフリングに弾丸を食い込ませる必要があるため、前装式では弾込めが難しくなった。
ミニエー銃
フランス製の前装ライフル銃。「ミニエー弾」と呼ばれる独特な弾丸の発明により、弾込めが簡単になる。また命中精度も高かったため、両軍の主力銃として用いられた。
エンフィールド銃
イギリス製の前装ライフル銃。エンフィールド銘柄のミニエー銃を幕末の日本ではエンピール銃と呼んだ。南北戦争における南軍の主力小銃であったが、当時の欧米列強の間では旧式化していたこともあり、戦争終了後には余剰品が大量に日本へ輸入された。
ドライゼ銃
プロイセン製の針打式後装ライフル銃。ボルトアクション方式を採用した実用後装ライフル銃としては世界初のものだが、その紙製薬莢からは発射ガスの漏れが酷く、威力は弱かった。針打式。ツンナール銃とも。
シャスポー銃
フランス製の後装ライフル銃。フランス皇帝ナポレオン3世より幕府に送られたもので、幕府軍の精鋭部隊に与えられた。ドライゼ銃を改良した形式で、当時としては世界最新鋭の銃であった。しかし日本国内では専用弾薬の調達が困難であり、戦局の大勢に影響を与えることはなかった。
スナイドル銃
イギリス製。ミニエー銃・エンフィールド銃を後装式に改造した銃。紙と真鍮で作られたボクサー・パトロンという現代薬莢の原型を使用する。明治初期の陸軍の主力小銃となる。
スペンサー銃
アメリカ製の後装ライフル銃。7連発が可能なレバーアクションライフルであったが、高価で貴重だったほか伏せ撃ちが出来ないデメリットがあった。

### 大砲
アームストロング砲
鋼鉄製の後装式ライフル砲。装薬が充填され信管が取り付けられている尖頭砲弾を使用した。後装式であるため、従来に比べて装填時間を大幅に短縮できた。肥前佐賀藩が使用した。
四斤山砲
前装式ライフル砲。本来は山砲だが、両軍の主力野砲として使用された。もとはフランスで開発されたが、国産化され幕府の関口製造所や薩摩藩の集成館でも製造された。
四斤野砲

ガトリング砲
アメリカの南北戦争期に開発された、最初期の実用的な機関銃。佐賀藩や河井継之助が率いた越後長岡藩が使用。新政府軍に渡った装甲艦・甲鉄にも搭載されており、宮古湾海戦で戦果を上げている。

### 艦船
- 国産艦船
  - 鳳凰丸 - 幕府建造。
  - 昇平丸 - 薩摩藩建造。
  - 君沢形 - 幕府がロシア人の指導下で建造したヘダ号を量産化。
  - 丙辰丸 - 長州藩建造。
  - 開成丸 - 仙台藩建造。
  - 千代田形 - 幕府建造。唯一の国産蒸気軍艦。
- 外国製艦船
  - 観光丸 - オランダより幕府に寄贈された元オランダ軍艦。外輪。
  - 咸臨丸 - 幕府がオランダに発注し新造。
  - 朝陽丸 - 幕府がオランダに発注し新造。
  - 電流丸 - 佐賀藩がオランダに発注し新造。
  - 回天丸 - 幕府が輸入した元ドイツ軍艦。外輪。
  - 高雄丸（第二回天） - 秋田藩が輸入した元アメリカ船。
  - 富士山丸 - 幕府がアメリカに発注し新造。
  - 開陽丸 - 幕府がオランダに発注し新造。幕末前後には日本最大の軍艦だった。
  - 東艦 - 幕府が輸入契約した元アメリカ南軍軍艦（フランス製）。明治政府が取得。幕末前後には日本唯一の装甲艦（甲鉄艦）だった。

### 要塞
- 品川台場 - 「台場」の名前の通り、異国船の打ち払いを目的として各地の海岸や河岸に建設された。
- 五稜郭 - 西洋式の築城術を取り入れた星型要塞。当初は箱館開港に際し海防力強化と政庁設置のために幕府が建設したものだが、のちに旧幕府軍が最後の本拠地とし、新政府軍と箱館戦争を繰り広げることになる。
- 四稜郭 - 五稜郭の支城として造られた、四芒星型の要塞。「新五稜郭」とも称されるが、実際には野戦築城に近いものに留まっている。
- 龍岡城 - 函館市の五稜郭と同じ形式。